# Casa
Una casa u hogar (del latín casa, choza) es una edificación destinada para ser habitada. Puede organizarse en una o varias plantas, y normalmente, aunque no exclusivamente, se refiere a un edificio destinado a vivienda unifamiliar. Puede además disponer de un sótano, o un semisótano, y de una cubierta superior transitable denominada azotea o terraza. Si dispone de terreno suficiente, puede contar también con patio y jardín.
Es el lugar en que históricamente se desarrollaron las circunstancias y relaciones específicas de la vida social o familiar, desde el nacimiento a la muerte de muchos de sus componentes. Sirve de refugio contra la lluvia, el viento y demás agentes meteorológicos, y protege de posibles intrusos, humanos o animales. Además es el lugar donde almacenar los enseres y propiedades de sus habitantes.
Asimismo se llama casa a algunos edificios destinados a servicios comunitarios, como la casa consistorial, la casa de beneficencia, la casa de empeños, la casa de maternidad, la casa de socorro; a sedes institucionales principales, como la Casa Blanca, la Casa Azul, la Casa Rosada, o incluso a las de mala reputación, como las casas de camas, casas de citas, etc.
En contraposición a la «casa», se suele denominar «piso» («apartamento» o «departamento») a la vivienda unifamiliar que forma parte de una edificación mayor, normalmente de varias alturas.
La unidad social que vive en una casa se conoce como hogar. Por lo general, un hogar es una unidad familiar de algún tipo, aunque los hogares también pueden ser otros grupos sociales, como compañeros de habitación o, en una pensión, personas no relacionadas. Algunas casas solo tienen un espacio de vivienda para una familia o grupo de tamaño similar; las casas más grandes llamadas casas adosadas pueden contener numerosas viviendas familiares en la misma estructura. Una casa puede ir acompañada de dependencias, como un garaje para vehículos o un cobertizo para equipos y herramientas de jardinería. Una casa puede tener un patio trasero o un patio delantero o ambos, que sirven como áreas adicionales donde los habitantes pueden relajarse o comer.

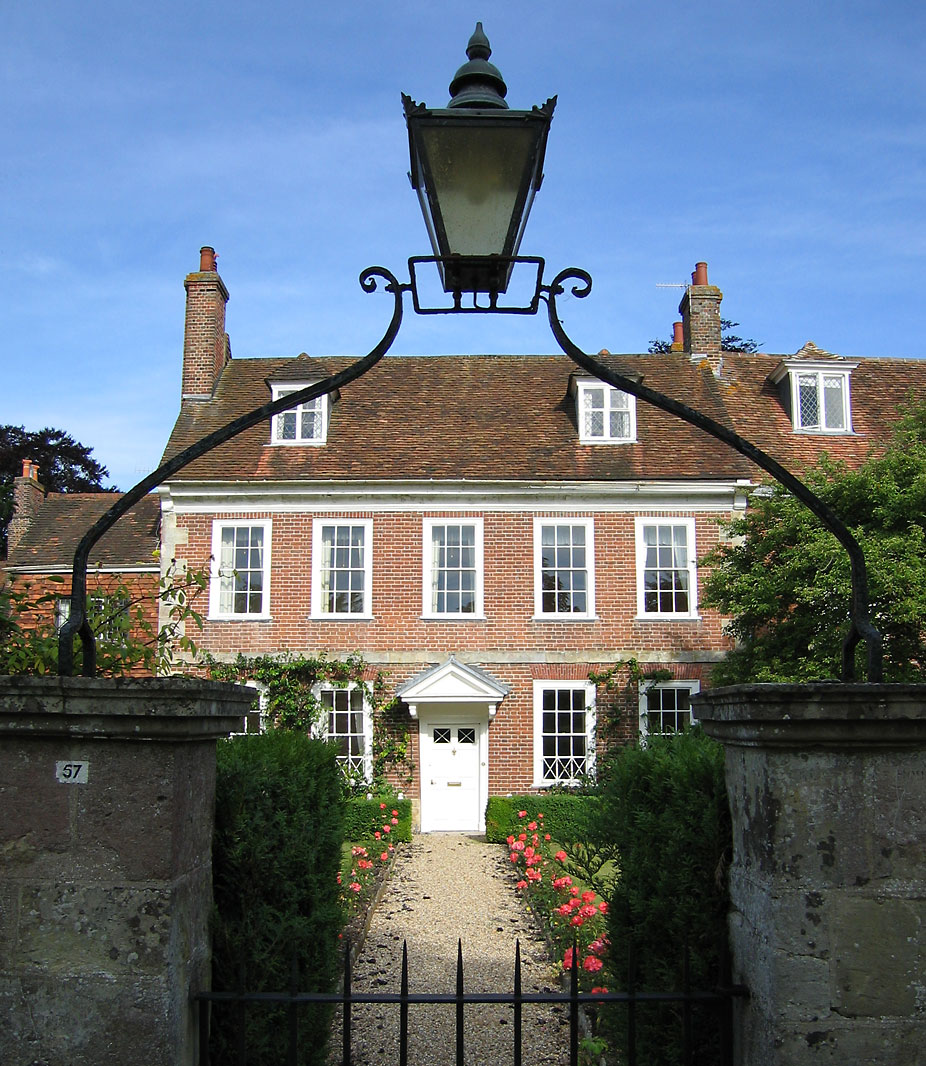
Una casa típica de la burguesía, en Inglaterra.

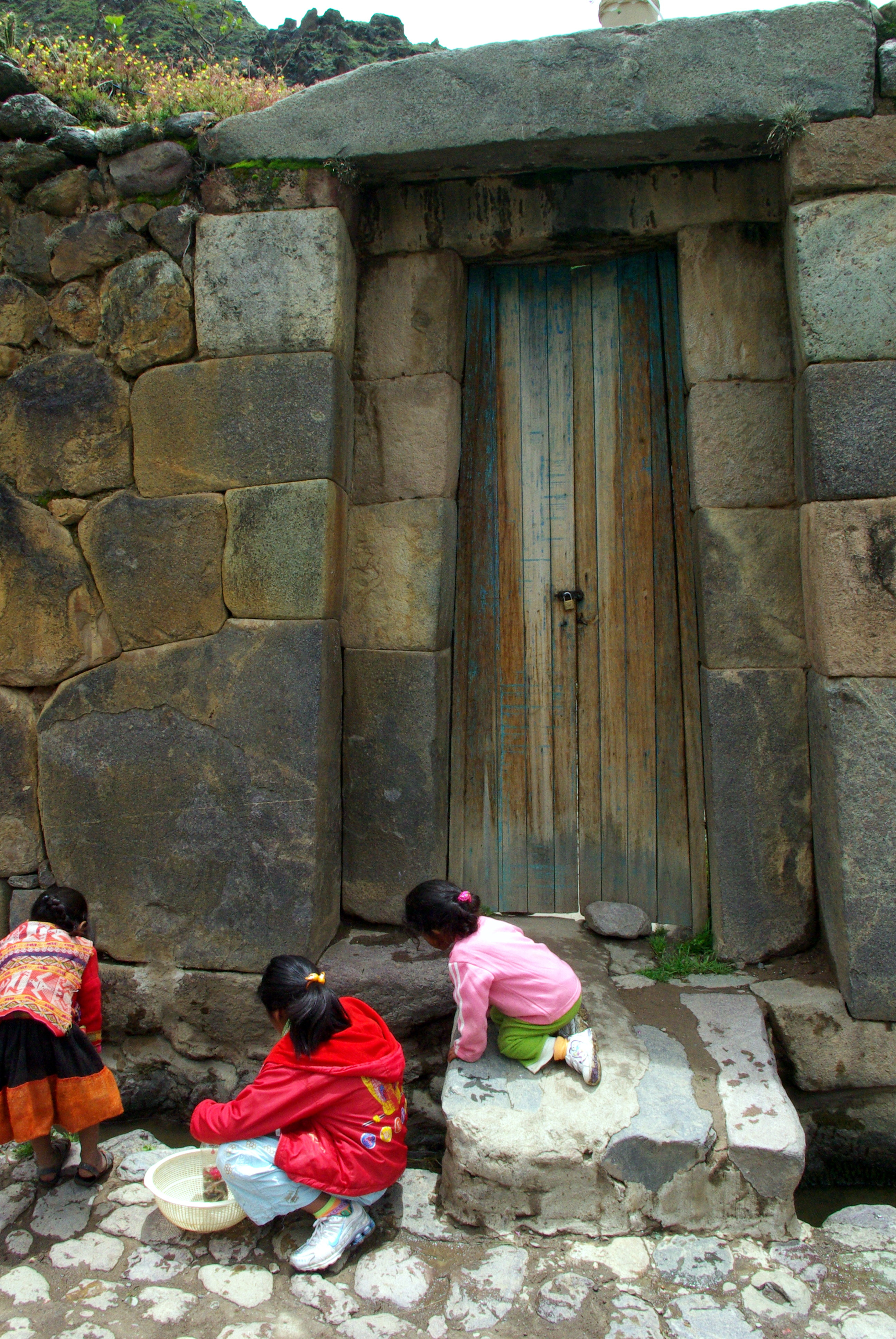
Casa de piedra de arquitectura inca, Ollantaytambo, Perú.

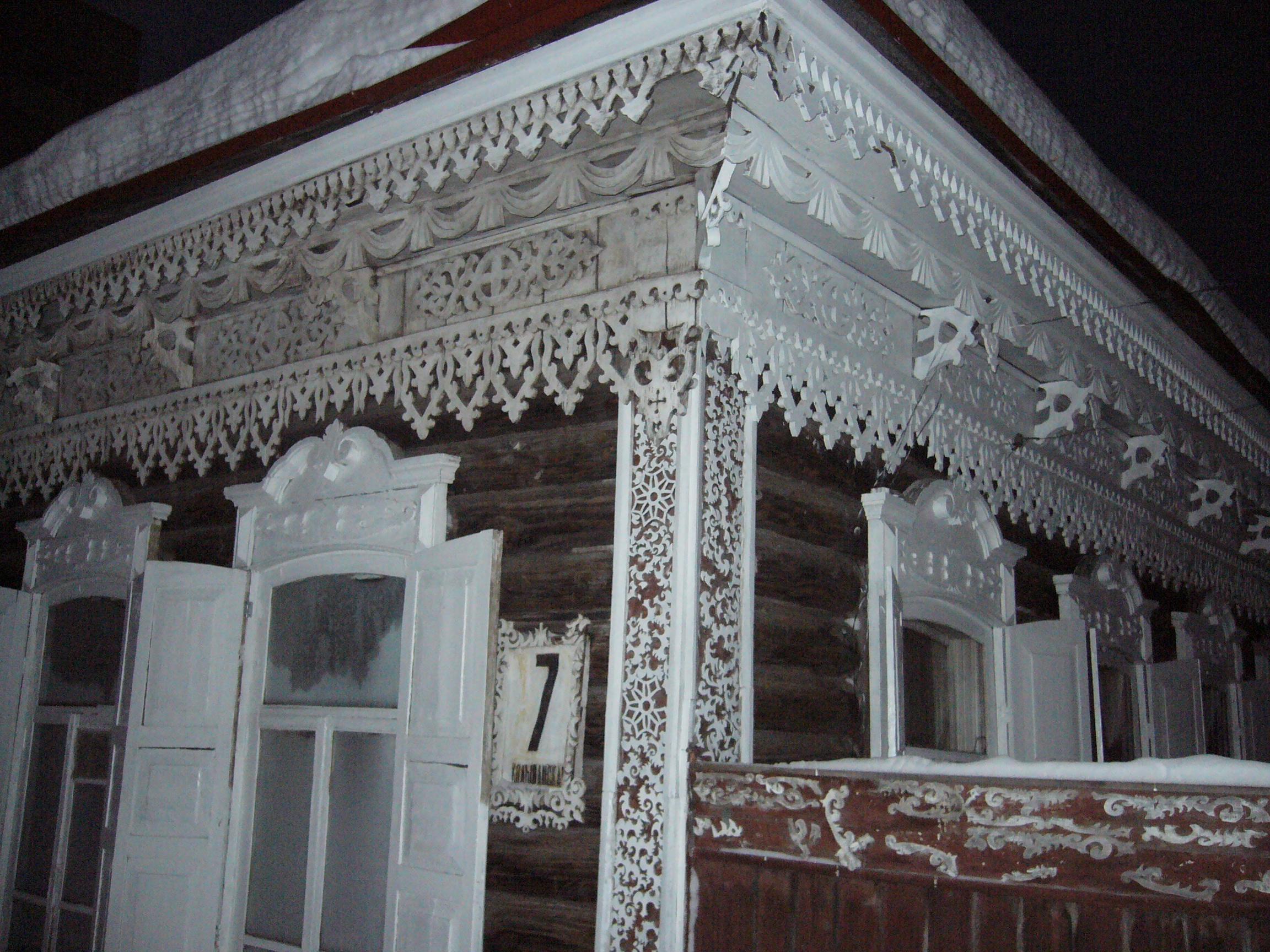
Una casa tradicional de Siberia, en Novosibirsk, Rusia.

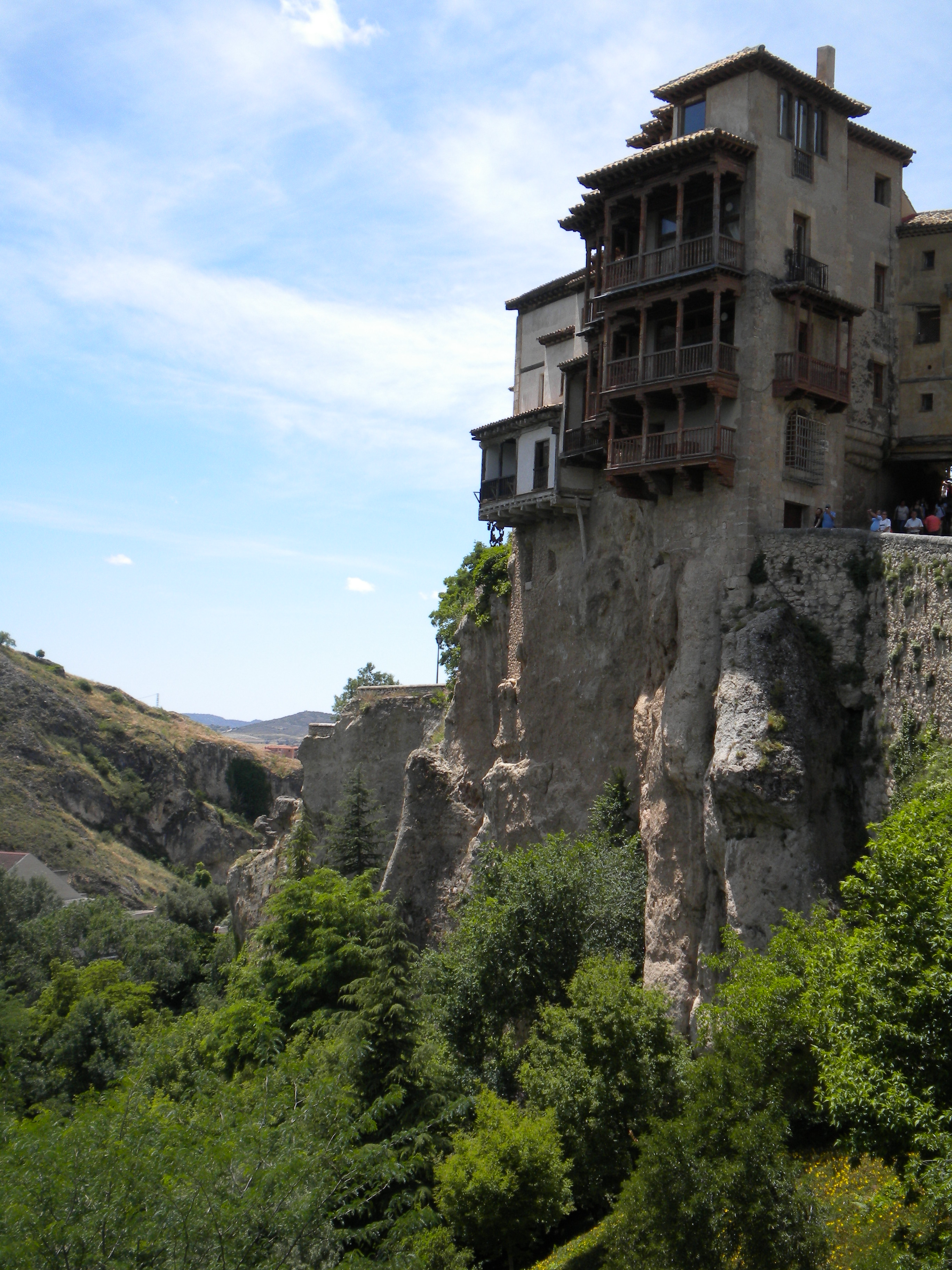
Casas colgadas, Cuenca, España.

## Etimología

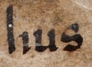
Hus, an Old English word

Casa es un vocablo que ya existía en latín, aunque con el significado de «choza» o «cabaña», mientras que para denotar «casa», en la Roma Antigua usaban el término: domus.
La propia casa dio lugar a la letra 'B' a través de un temprano jeroglífico proto-semítica que representaba, una casa. El símbolo fue llamado "bayt", "bet" o "beth" en varias lenguas relacionadas, y se convirtió en beta, la letra griega, antes de ser utilizada por los romanos. Beit en árabe significa casa, mientras que en maltés bejt se refiere al techo de la casa.

## Historia de la casa
La historia y evolución de la casa marcha de la mano de la historia de la ciudad. No es homogénea, ni la calidad de los edificios es ascendente para todos los habitantes, pues en todas las épocas coexisten magníficos ejemplos de excelentes casas que contrastan con la ingente proliferación de miserables habitáculos.

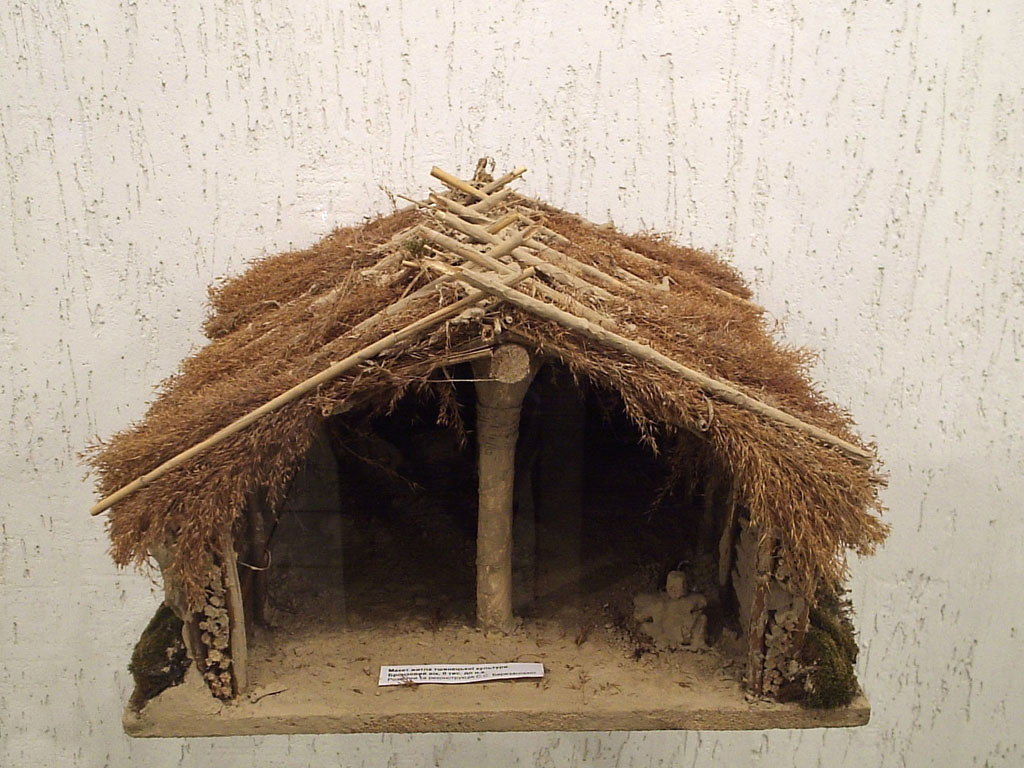
Maqueta de una cabaña neolítica. Cultura de Cucuteni.

### Precedentes
Las chozas de los cazadores, precedente de las primeras casas, simples refugios temporales de ramas y arbustos, fueron construidas por nuestros antepasados, hace al menos 300 000 años. Se han encontrado restos de tiendas de cazadores construidas con pieles y huesos de mamut, de c. 35 a 10 000 a. C. Los campamentos de invierno en madera para grandes grupos familiares de cazadores nómadas europeos se datan c. 12 000 a. C.

### Primeras casas: 6000a.C.

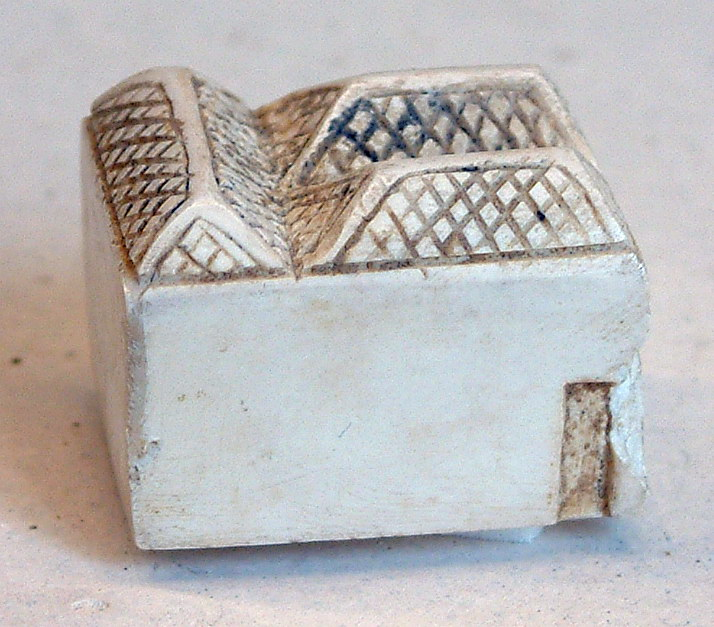
Casita de marfil encontrada en Abu Roash, de la época del rey Den (dinastía I de Egipto c. 3000 a. C.). Museo del Louvre.

Surgen las primeras poblaciones conocidas c. 6000 a. C., en las fértiles márgenes de los grandes ríos de Oriente Medio, vinculadas a actividades agrícolas. En las regiones mediterráneas c. 5500 a. C., se construyen casas de adobe junto a los campos de cultivo. Al sur de la península de Anatolia se encuentra el yacimiento Çatalhöyük, un asentamiento urbano del periodo Neolítico y Calcolítico. Estaba formado por casas rectangulares de adobe, el ingreso era por los techos ya que las casas estaban apiñadas como si formaran un panal de abejas.

### Palacios y casas con patio: 2000a.C.
En el valle del Indo, ciudades como Mohenjo-Daro, Kalibangan y Harappa, poseen grandes casas con patio (c. 1800 a. C.). El palacio del rey Minos data del 1700 a. C..
En el Antiguo Egipto los ciudadanos ricos edificaron palacetes. En la nueva ciudad de Ajetatón se construyeron casas con un patio central.
Hacia el año 1300 a. C. surgió la cultura olmeca. Los olmecas de Centroamérica construían casas de barro, de las cuales apenas quedan vestigios.

### Casas circulares: 1000a.C.
Los celtas del norte de Europa construyen c. 500 a. C. casas circulares de piedra, con el techo de paja. En las ciudades estado griegas se edifican casas con patio c. 400 a. C. Se estima que Alejandría en el año 200 a. C. tendría unos 300 000 habitantes.

### Grecia
En Grecia, las casas eran en un principio, de madera y después de ladrillos o piedra, pero siempre muy pequeñas y modestas; las casas estaban divididas en dos partes: 
- Una para los hombres que ocupaba el piso bajo: andronitis.
- Otra para las mujeres que ocupaba el piso alto o bien la parte posterior del bajo: gineceo.[6]

### Roma: casas de campo y bloques de pisos
En el primer siglo de la era cristiana, en las grandes ciudades romanas se construían cuadras enteras de edificios de viviendas, denominados ínsulas, y en las afueras «casas de campo», o «quintas».
En Roma, la fachada de los edificios multifamiliares estaba ocupada por una tienda o por la logia del esclavo portero. El vestíbulo conducía al atrio, vasta pieza cuadrada y tajada, con una abertura en el centro por la cual las aguas pluviales caían en un pilón. Estaba rodeada por las dependencias y servía para recibir a los forasteros. Un remanente de este atrio es el patio andaluz. Desde allí, por una galería (tablinum) y por dos corredores (fauces) se ingresaba al peristilo dispuesto como el atrio y desde el cual se tenía acceso a los cuartos (cubicula) destinados a la familia. En el piso alto, se encontraban los cuartos para la servidumbre (cenáculo).
Se estima que Roma en 100 a. C., tendría unos 450 000 habitantes.

### Edad Media: piedra, adobe y madera
Sin embargo, alrededor del 700 d. C., por diversos motivos, defensivos o climáticos, muchos habitantes vivían en cuevas excavadas como las comunidades del este de Asia Central (aún perduran), en China, etc.
Mientras que en el 800 d. C., los palacios de piedra, como los mayas, con casas de adobe para el pueblo, o de madera (entre los vikingos) indicaban el estatus, el clima o los medios. En Europa, en el siglo XIII, los nuevos ricos (comerciantes, banqueros y nobles acaudalados) construyeron magníficas casas de piedra, mientras que el pueblo continuó usando las chozas con paredes de madera revestidas de barro y cubiertas de paja. 
En la Edad Media, dependiendo de los materiales de construcción de la región, las casas de los campesinos eran de adobe, piedra o madera y consistían de una estancia o habitación amplia, con cubierta de paja y con un hogar o fogón como centro de la vivienda. Era la vivienda de toda la familia y se utilizaba como granero, y habitualmente también era establo. Hasta el siglo XIII no se creó un espacio separado para los humanos y los animales en el interior de las casas. La mesa era el objeto esencial del mobiliario donde toda la familia se acomodaba, sentada en bancos, a su alrededor. Había estantes para depositar los escasos objetos que poseían y ganchos de madera para colgar los vestidos. No había camas, se dormía en el suelo, habitualmente sobre paja, o en jergones rellenos de paja.
En la Edad Media, las casas solariegas facilitaban diferentes actividades y eventos. Además, las casas alojaban a numerosas personas, entre las que se encontraban la familia, los parientes, los empleados, los sirvientes y sus invitados. Su estilo de vida era en gran medida comunal, ya que zonas como el Gran Salón imponían la costumbre de cenar y reunirse y el solar destinado a las camas compartidas.
Durante los siglos XV y XVI, el palacio renacentista italiano constaba de abundantes salas de conectividad. A diferencia de las calidades y usos de las Casas Solariegas, la mayoría de las habitaciones del palazzo no contenían ningún propósito, sin embargo, estaban dotadas de varias puertas. Estas puertas comunicaban habitaciones que Robin Evans describe como una "matriz de cámaras discretas pero completamente interconectadas"  La disposición permitía a los ocupantes caminar libremente de una habitación a otra, rompiendo así los límites de la privacidad. 

Una vez en el interior es necesario pasar de una habitación a la siguiente, y luego a la siguiente para atravesar el edificio. Cuando se utilizan pasillos y escaleras, como es inevitable, casi siempre conectan sólo un espacio con otro y nunca sirven como distribuidores generales de movimiento. Así, a pesar de la precisa contención arquitectónica ofrecida por la adición de habitación sobre habitación, la villa era, en términos de ocupación, una planta abierta, relativamente permeable a los numerosos miembros de la casa Aunque muy expuesta al exterior, la planta abierta fomentaba la socialidad y la conectividad de todos los habitantes.

Un ejemplo temprano de la segregación de las habitaciones y la consiguiente mejora de la privacidad puede encontrarse en 1597 en la Casa Beaufort construida en Chelsea, Londres. Fue diseñada por el arquitecto inglés John Thorpe que escribió en sus planos: "Una larga entrada a través de todo". La separación del pasillo de la habitación desarrolló la función del corredor. Esta nueva extensión fue revolucionaria en la época, permitiendo la integración de una puerta por habitación, en la que todas conectaban universalmente con el mismo pasillo. El arquitecto inglés afirma que "el camino común en el centro a través de toda la longitud de la casa, [evita] que los despachos de uno molesten al otro por el continuo paso a través de ellos"  Las jerarquías sociales dentro del siglo XVII eran muy consideradas, ya que la arquitectura era capaz de personificar a los sirvientes y a la clase alta. Se ofrece más privacidad al ocupante como afirma además Pratt, "los criados ordinarios nunca pueden aparecer públicamente al pasar de un lado a otro por sus ocasiones allí"  Esta división social entre ricos y pobres favoreció la integración física del pasillo en la vivienda para el siglo XIX.
El sociólogo Witold Rybczynski escribió que "la subdivisión de la casa en usos diurnos y nocturnos, y en zonas formales e informales, había comenzado" Las habitaciones pasaron de ser públicas a privadas, ya que las entradas únicas forzaron la noción de entrar en una habitación con un propósito específico.

### Edad Moderna: el ladrillo

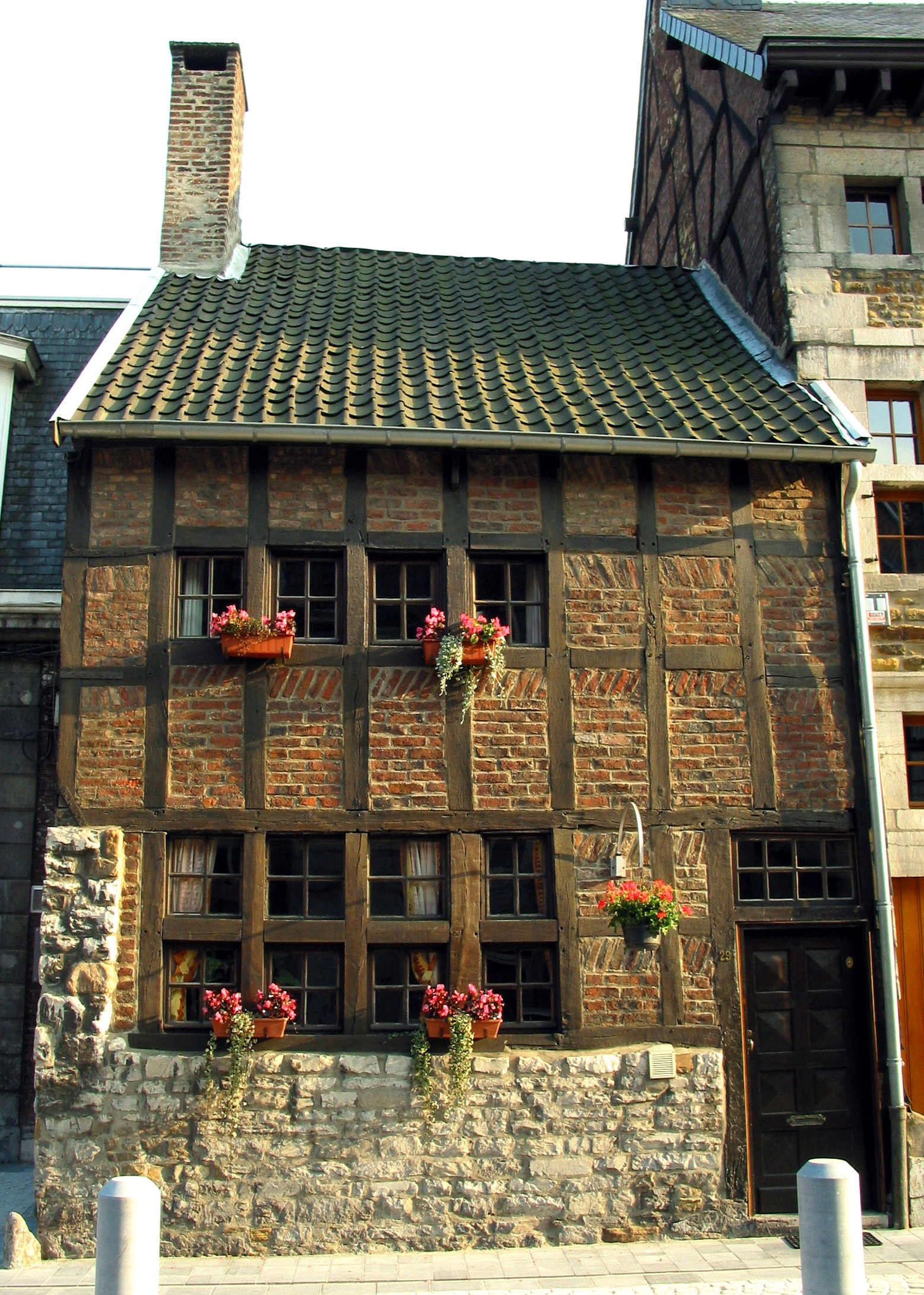
Una casa del, Theux Bélgica.

A partir del siglo XVI se generaliza el uso de ladrillos de barro cocido para edificar casas en el norte de Europa. Surgen las primeras mansiones señoriales europeas. En el siglo XVIII, en muchas ciudades europeas y americanas, se erigen edificios de estilos "elegantes" para la nueva burguesía.

### ElsigloXIX: infraviviendas y chalés
En los albores del siglo XIX las ciudades están colmadas de trabajadores que emigran del campo para buscar trabajo en las fábricas. Habitan en los «barrios bajos», hacinados, en condiciones insalubres, la mayoría en la total miseria. A finales del siglo XIX surgen los primeros barrios residenciales, los bloques de viviendas de estilo ecléctico, los chalés y las ciudades jardín para la burguesía. Algunos historiadores consideran la Red House de Philip Webb (1859) el primer diseño de «casa moderna».

### Siglo XX
Durante el siglo XX la vivienda en las ciudades se densifica, y el número de casas disminuye mientras aumenta el número de pisos o viviendas en altura. Las casas unifamiliares se ubican en los barrios más pudientes en la periferia de las ciudades. También son frecuentes como segunda vivienda, para vacaciones o fines de semana y los conceptos de decoración externa e interna toman relevancia.

## Tipos de casa

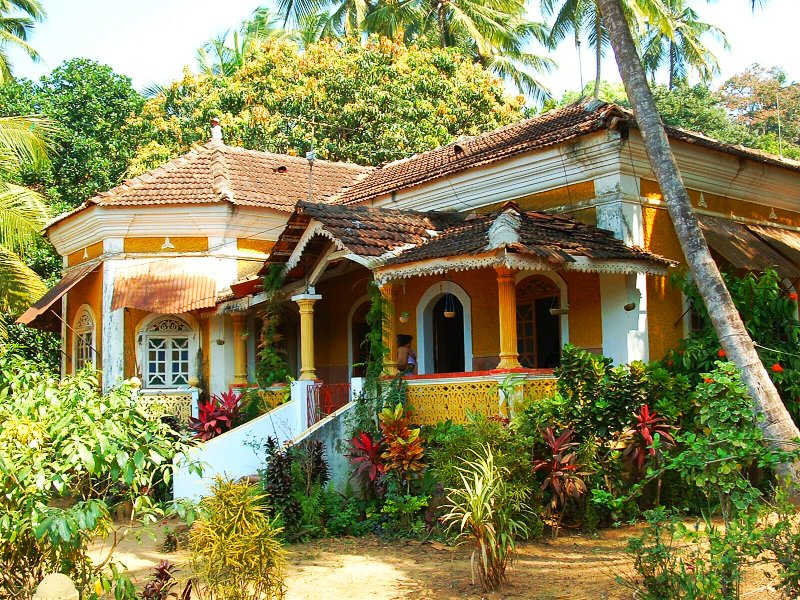
Casa de inspiración portuguesa en Goa, India.

Existen varios tipos de vivienda unifamiliar, en función de su entorno:
- Aislada: si todo su perímetro es exterior.
- Pareada: si tiene un solo muro medianero con otro edificio de distinto propietario.
- Adosada: si tiene más de un muro medianero con otros edificios de distinto propietario.

## Dependencias de una casa
La distribución varía en función de su uso. Las destinadas a vivienda se componen básicamente de:
- Cuarto de estar, dormitorios (en número variable), cuarto de baño (uno o varios) y cocina.

También se dispone en muchos casos de:
- Comedor, vestíbulo, escaleras, pasillos o distribuidores, y garaje.

Y salas complementarias para actividades específicas, como:
- Despacho, estudio, biblioteca, sala de juegos, sala de fumadores, sauna, etc.

Zonas auxiliares de trabajo:
- Lavadero, tendedero, oficio, etc.

Zonas auxiliares de almacenamiento:
- Bodega, despensa, vestidor, trastero, desván, etc.

De estancia al exterior:
- Terrazas o solárium, porches, etc.

Y en su entorno puede disponer de:
- Patio ajardinado con:
  - Piscina, pérgolas, invernadero, pistas de juego, etc.

## Elementos de una casa

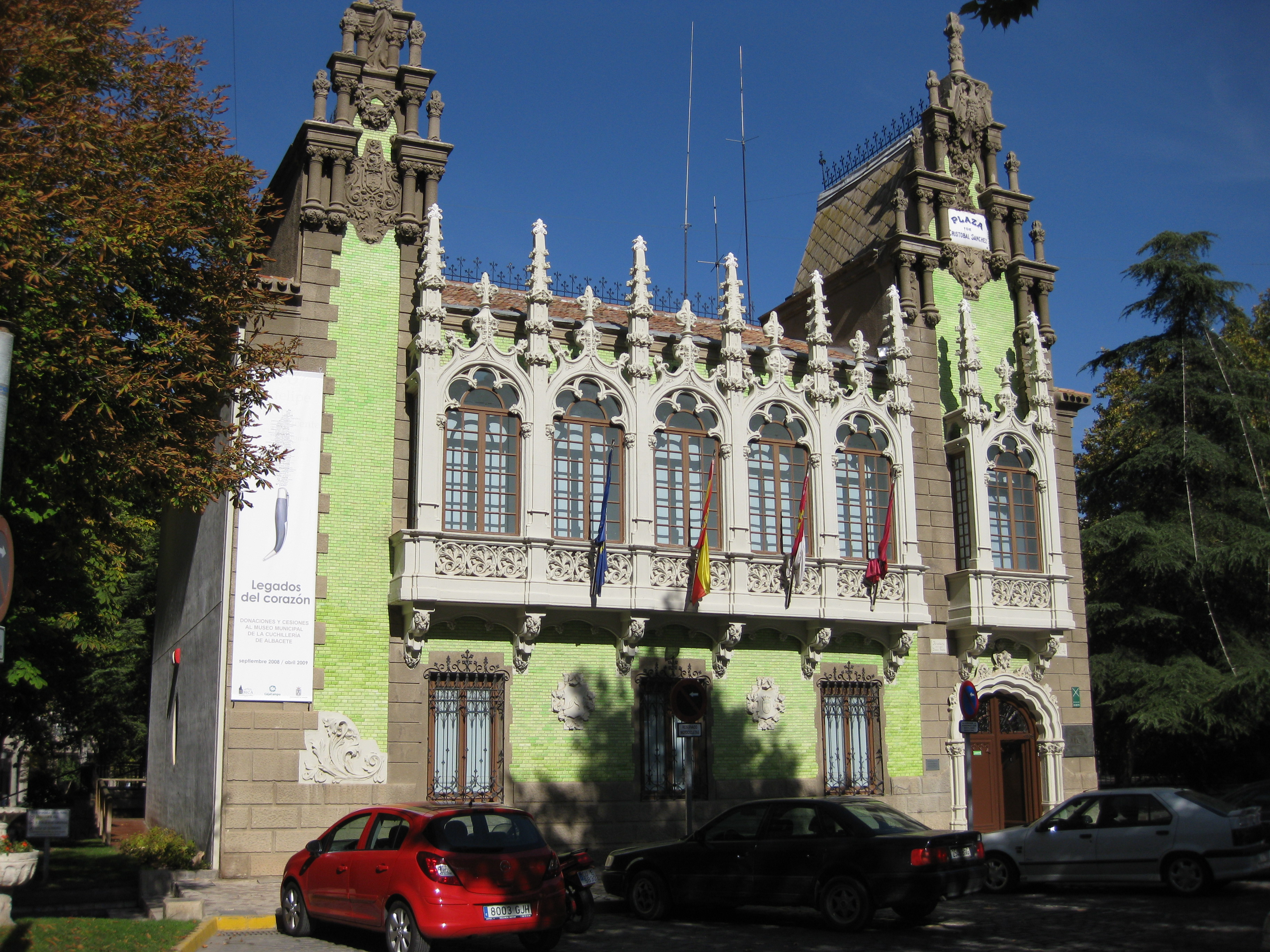
Casa del Hortelano, en Albacete (España).

Desde un punto de vista constructivo las casas están constituidas por los siguientes elementos:

### Estructura
La estructura es el armazón resistente que soporta el edificio y lo fija al terreno.
- Cimentaciones: la parte de la estructura sobre la que se apoya toda la casa; está bajo tierra y transmite al terreno el peso de la vivienda y las tensiones a las que está sometida. Una casa puede tener diferentes tipos de cimientos: zapatas, zapatas corridas, losas, pilotes, etcétera. Cuando la resistencia del terreno es baja para soportar las cargas (usualmente menor de 0,1 N/mm²), se hace necesario utilizar losas continuas o pilotes. Si la vivienda tiene estancias subterráneas, tales como bodegas o garajes, dispone de muros de contención, que pueden considerarse como parte de la cimentación o como parte de la estructura portante.
- Por encima del terreno se eleva la estructura portante, compuesta por unos soportes verticales, que pueden ser puntuales (pilares) o lineales (muros de carga), sobre los que se apoyan los elementos horizontales que conforman los suelos y los techos, y que a su vez pueden ser unidireccionales (sistemas de vigas y viguetas), o bidireccionales (forjados y losas).

### Cerramientos exteriores

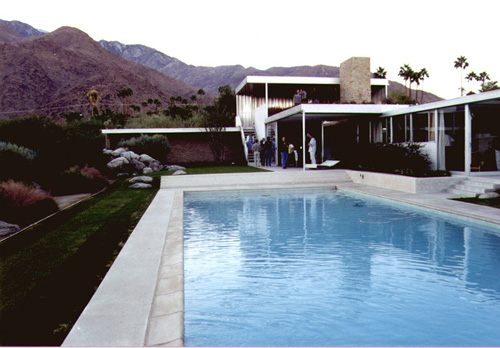
Richard Neutra: Kaufmann Desert House, Palm Springs, California.

Superficies que encierran y protegen el volumen interior del edificio. Habitualmente constan de una cubierta superior, muros de cerramiento, y en el plano horizontal inferior una solera o un forjado sanitario.
Los cerramientos cumplen varias funciones, siendo las principales la función impermeabilizante (proteger del agua), así como aislante, tanto del ruido como de los cambios de temperatura. Para cumplir estas funciones, los cerramientos utilizan sistemas constructivos que permitan conseguir estas características simultáneamente, siendo habitual que estén constituidos por varias capas especializadas (capa impermeabilizante, capa aislante, etc.). Debido a la enorme variedad de necesidades y materiales presentes en los distintos climas y culturas del mundo, los cerramientos pueden adoptar multitud de formas, desde los sistemas más primitivos y simples (pieles animales, vegetación o textiles), hasta los complejos sistemas multicapa actuales.
Los cerramientos se ven interrumpidos por las carpinterías, compuestas por ventanas y puertas, que permiten el acceso al interior, así como la ventilación y la iluminación natural de la casa, aunque en infraviviendas pueda suceder que una casa no tenga ninguna ventana.

### Compartimentaciones interiores

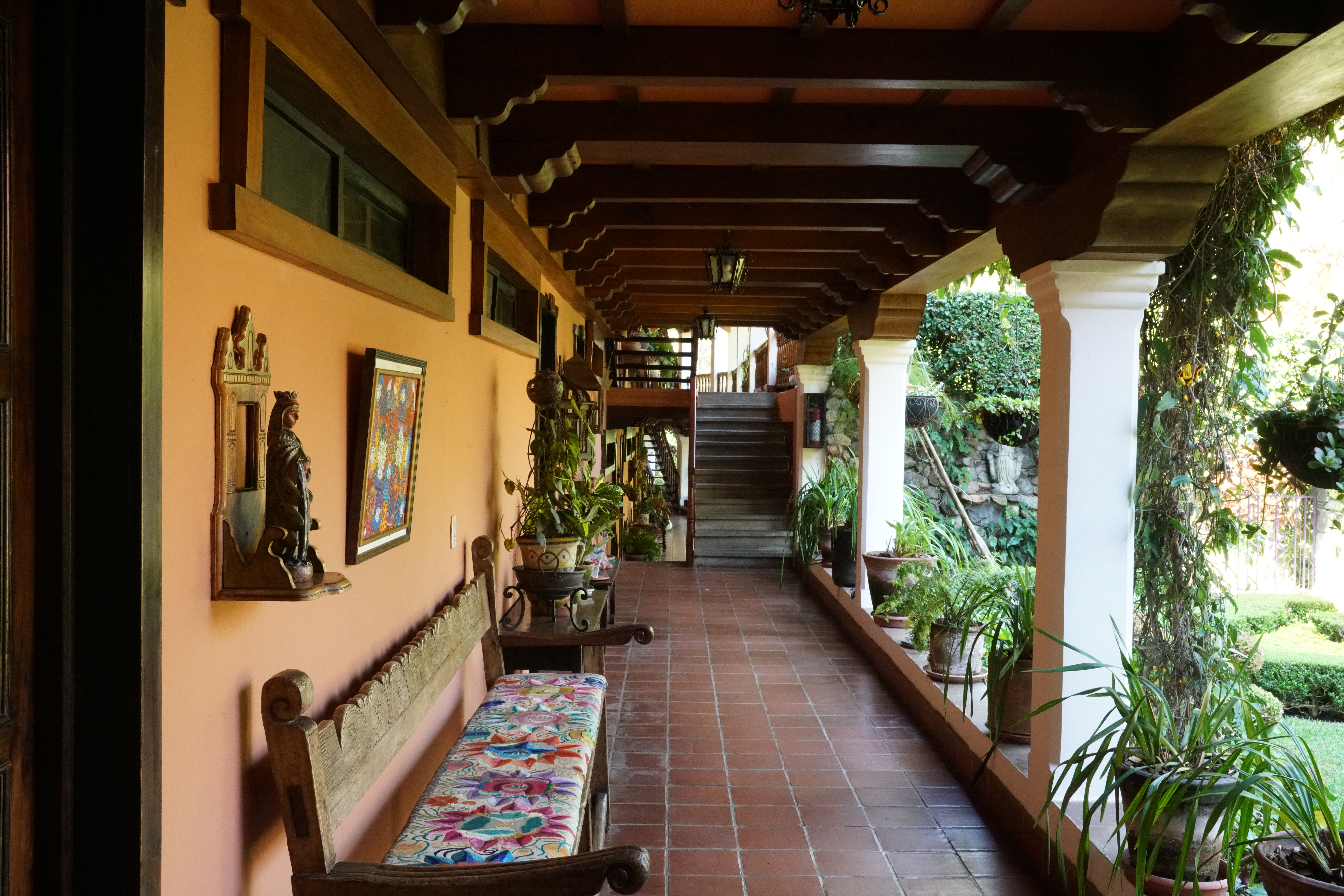
Interior de una casa en Ciudad de Guatemala, Guatemala.

Son los elementos que dividen el espacio interior de la casa, compartimentándolo en distintas estancias. Su función principal es aislar visual y acústicamente las distintas zonas de la vivienda (aseos, cocina, dormitorios y sala de estar). Generalmente suelen ser tabiques de ladrillo, placas de cartón yeso o madera.

### Revestimientos
Son los materiales que recubren suelos, paredes y techos, y forman el acabado y la parte visible de la vivienda. En los suelos es habitual el uso de maderas, cerámica o materiales pétreos, mientras que en las paredes y techos se suele utilizar el yeso y la escayola, que posteriormente reciben una mano de pintura. En las zonas húmedas de las casas (cocina, aseos) es frecuente el alicatado, para facilitar la limpieza y prevenir humedades.
La elección de los materiales y la iluminación interior es la disciplina específica del interiorismo, y en casas de lujo no es infrecuente recurrir a la figura del decorador. 

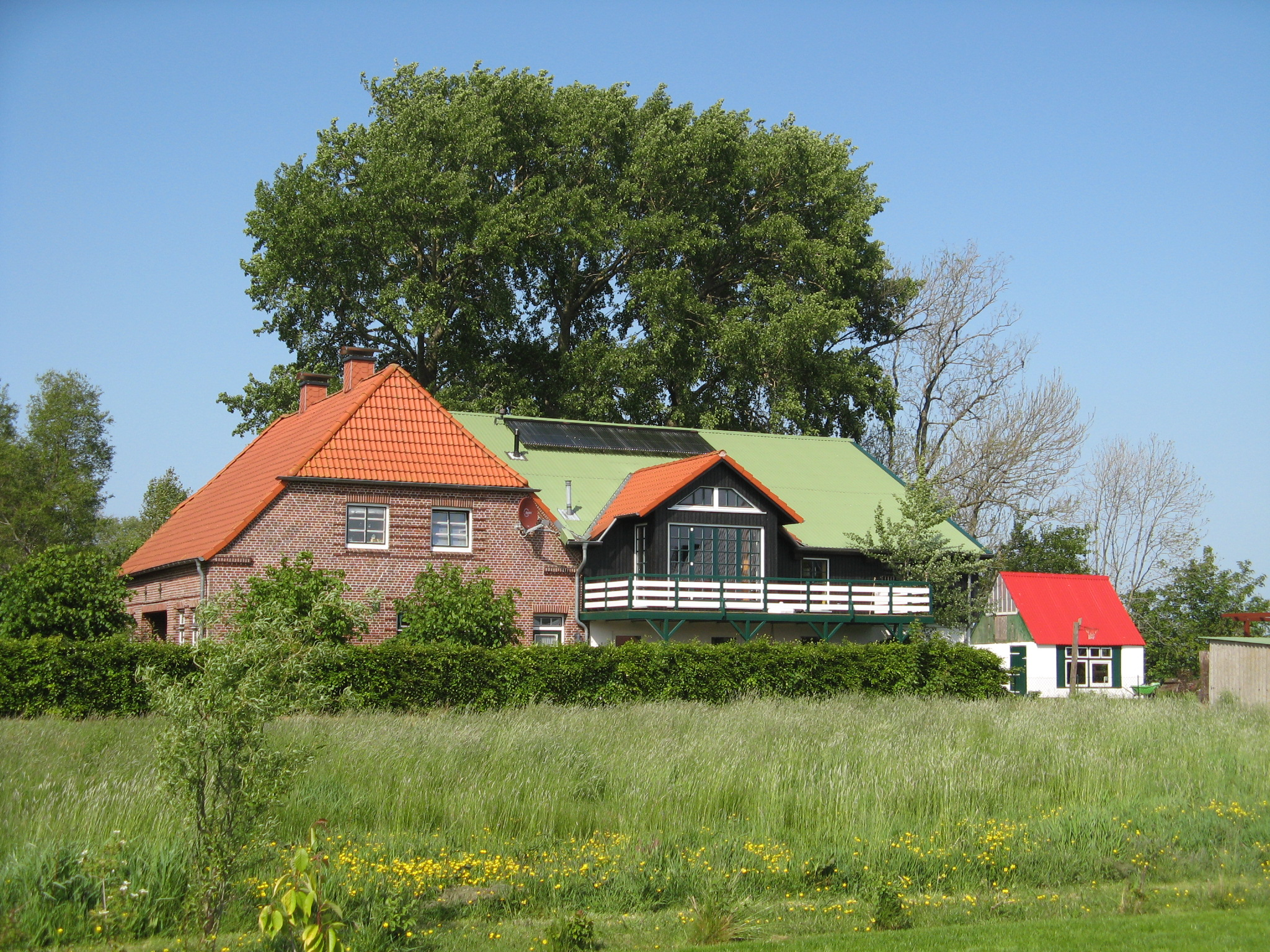
Casa dotada con paneles de energía solar, Alemania.

### Instalaciones
Son el conjunto de redes y aparatos que abastecen de servicios a la vivienda. Las instalaciones y redes más comunes son: de agua potable, electricidad, iluminación, calefacción, saneamiento, y telecomunicaciones, complementadas a veces con gas natural, energía solar, aire acondicionado, domótica, sistemas contra incendios y sistemas de seguridad.

### Urbanización
Urbanización se denomina al conjunto de elementos que se instalan alrededor de la casa, como la pavimentación exterior, alumbrado externo, vallado, ajardinamiento, red de riego, sumideros, etc.

Construcción de una casa prefabricada modular.

## Casas prefabricadas
Las casas prefabricadas son un producto industrializado, que permite construir casas ensamblando elementos modulares previamente fabricados, sin tener en cuenta el suelo en el que va a asentarse, por lo que hay que construir antes una losa de hormigón armado o un sistema de soportes que sirva de cimentación, apoyo y anclaje del conjunto. 
Estos sistemas aplicados a todo tipo de estructuras son propios de la construcción masiva y repetitiva. En la época soviética de Rusia se utilizaron profusamente los elementos prefabricados en la edificación.
Existen diversidad de tipos de casas prefabricadas que se encuentran catalogadas en tres aspectos: casas prefabricadas de diseño, casas prefabricadas de uso común, casas prefabricadas sociales.

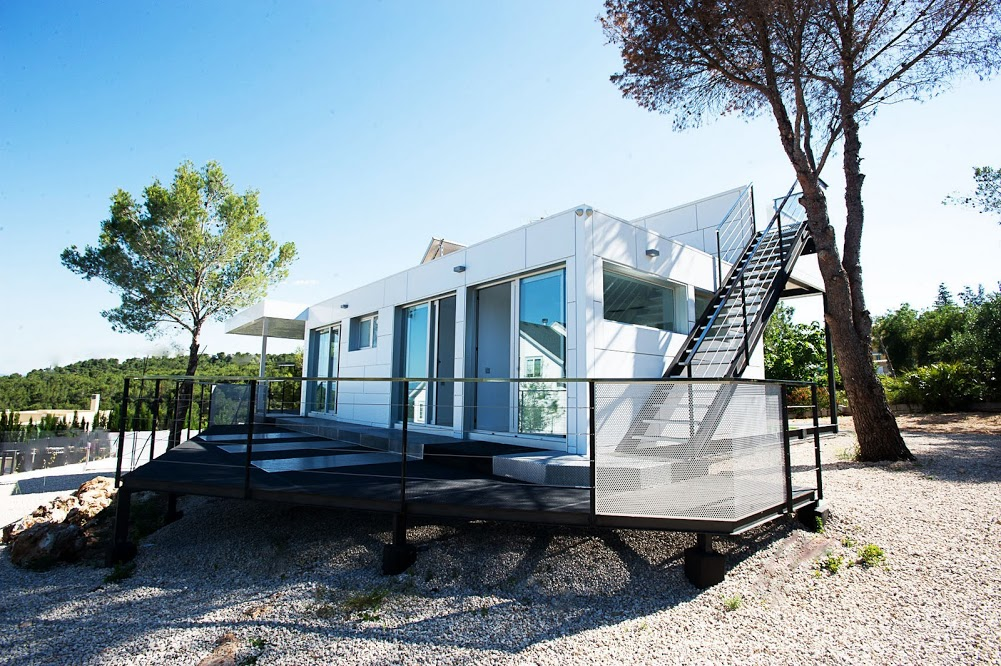
Vivienda prefabricada de diseño constituida por seis módulos situada en Valencia, España.

La velocidad para la construcción de este tipo de viviendas es rápida ya que su producción es en las fábricas. La repercusión directa de este hecho es que representa un ahorro de los recursos de tiempo y económicos sin dejar de lado las calidades que estas ofrecen.

### Casas móviles
Una alternativa a la casa anclada al terreno son las viviendas sobre ruedas, o caravanas, con fuerte arraigo en países anglosajones, que por su bajo costo y movilidad emplean como vivienda habitual, llegando a constituir auténticos poblados en las proximidades de algunas grandes ciudades. 

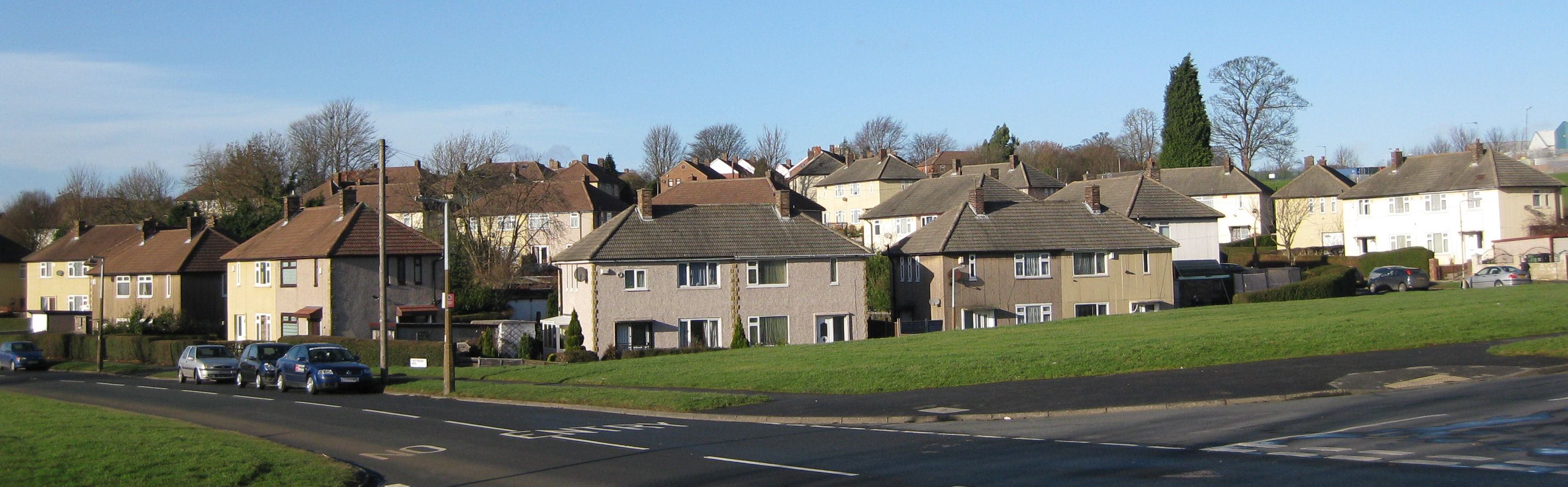
Casas sociales en Seacroft, Leeds, Reino Unido.

## Expresiones relacionadas
A lo largo de la historia, el término casa se ha empleado para designar diferentes tipos de edificaciones:
Por su uso
- Casa consistorial. Casa de la villa o ciudad, adonde concurren los capitulares de su ayuntamiento a celebrar las juntas.
- Casa de aposento. Servicio que la villa de Madrid hacía al rey dando una parte de todas las casas para el aposento de la corte.
- Casa de beneficencia. Asilo oficial donde se recogía y sustentaba a los desvalidos y menesterosos.
- Casa de cabo de armería. En Navarra, casa solariega de cualquier noble que es pariente mayor y cabeza de su linaje.
- Casa de camas. Mancebía, o casa de «malas mujeres».
- Casa de caridad. Asilo donde se educaba y mantenía y a niños pobres, expósitos o huérfanos; o para atender peregrinos y pobres.
- Casa de corrección. Establecimiento público en que se recluía temporalmente a mujeres de «mala conducta» o a delincuentes jóvenes.
- Casa de Dios. Iglesia o templo de oración.
- Casa de devoción. Templo o santuario donde se venera alguna imagen a la que se tiene especial devoción.
- Casa de dormir. Aquella en que se da hospedaje solo para pasar la noche.
- Casa de empeños. Establecimiento donde se presta dinero mediante el empeño de joyas o ropas.
- Casa de huéspedes. Aquella en que, mediante cierto pago, se da estancia y comida o solo alojamiento a algunas personas.
- Casa de familia. La que los reyes o los grandes destinaban a sus criados.
- Casa de guarda. La que habitaban los encargados de vigilar un campo, una vía férrea, etc.
- Casa de historia. Museo de historia. Ejemplo: Casa de la Historia Europea.
- Casa de juego. La destinada clandestinamente a juegos prohibidos.
- Casa de labor o de labranza. Aquella en que habitan los labradores y donde tienen sus ganados y aperos.
- Casa de locos. La destinada para recoger y curar a los que padecen locura.
- Casa de maternidad. Hospital destinado a la asistencia de parturientas.
- Casa de postas. Parada donde tomaban caballos de refresco los correos o los que viajan en posta.
- Casa de socorro. Establecimiento benéfico donde se prestan los primeros auxilios facultativos o heridos o atacados de cualquier accidente.
- Casa de tienda. Establecimiento donde se ofrece un bien o un servicio.
- Casa diezmera o excusada. La del vecino hacendado que se elegía para percibir los diezmos de todos los frutos y ganados de ella.
- Casa mortuoria. Casa donde recientemente ha muerto alguna persona.
- Casa pelgar o de las perreras. Aquella en que son maltratados los criados.
- Casa portazgo. La que en los caminos servía para los encargados de cobrar los derechos de portazgo.

Por sus características
- Casa a la malicia. La edificada antiguamente en la corte, solo con planta baja, para librarse de la carga de aposento.
- Casa de cuatro aguas. Aquella cuyo tejado se compone de cuatro planos triangulares.
- Casa de medianería. La que está contigua a otras laterales.
- Casa de vecindad. La que contiene muchos cuartos reducidos por lo común, con acceso a patios y corredores en que viven distintas familias poco acomodadas.
- Casa principal. La que es grande respecto a las demás del pueblo.
- Casa solariega. La más antigua y noble de una familia.

## Galería

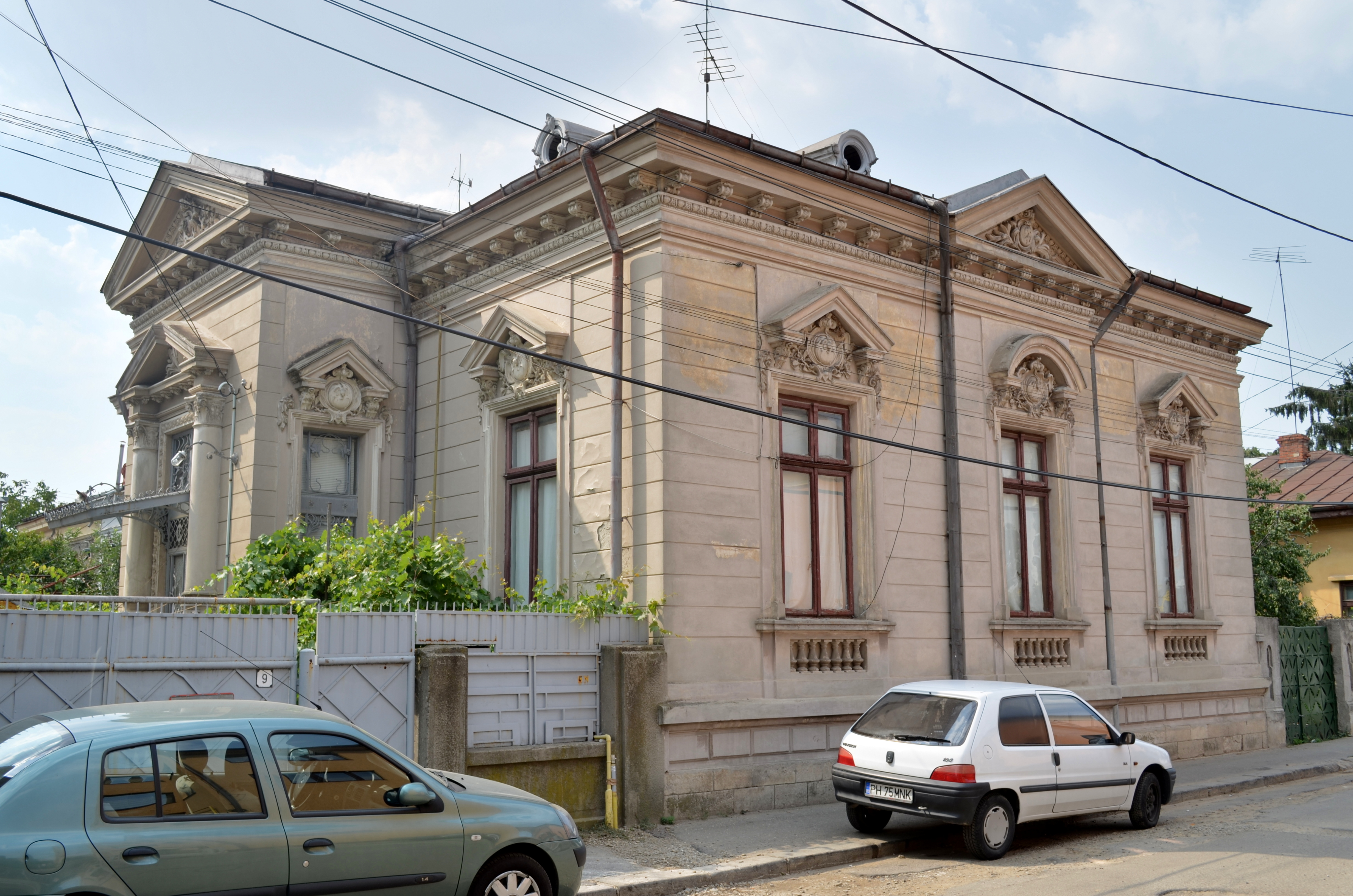
casa Belle Époque Ion Popescu de Ploiești , Rumanía
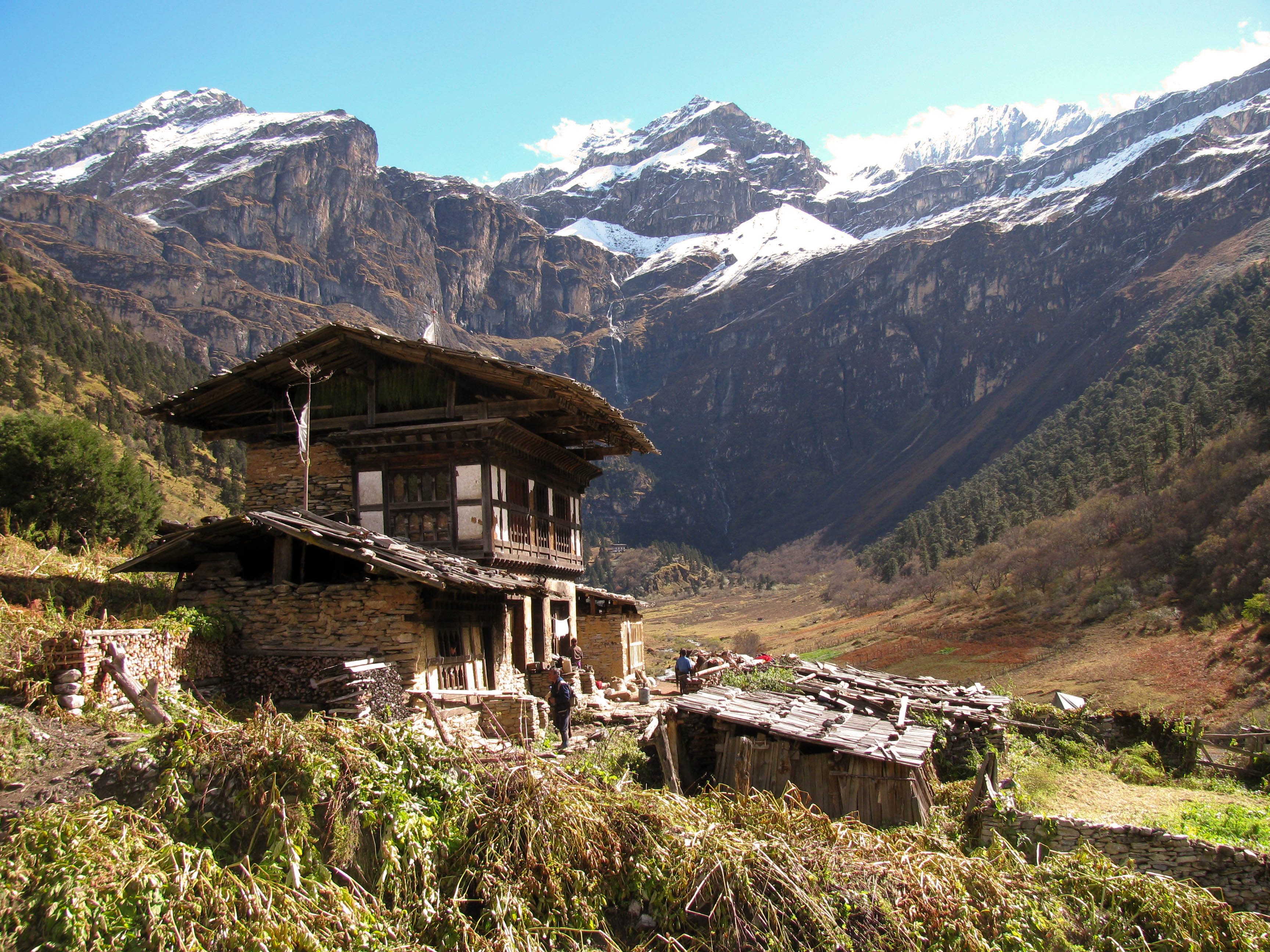
Casa de campo en Bután
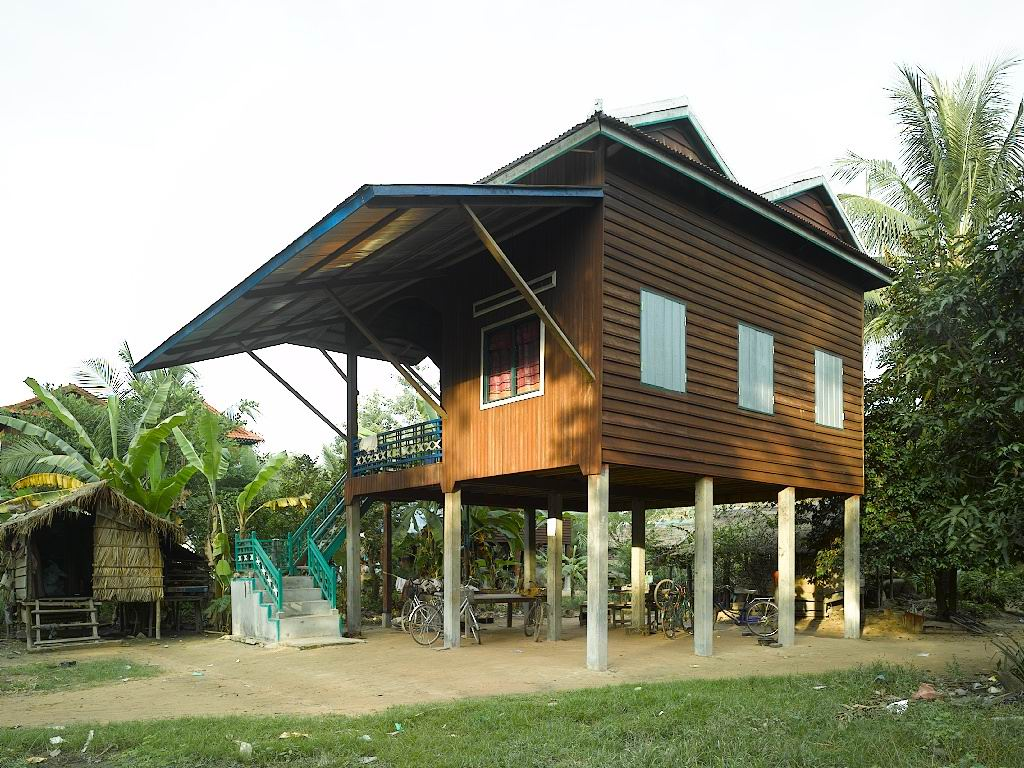
Casa Khmer en Camboya
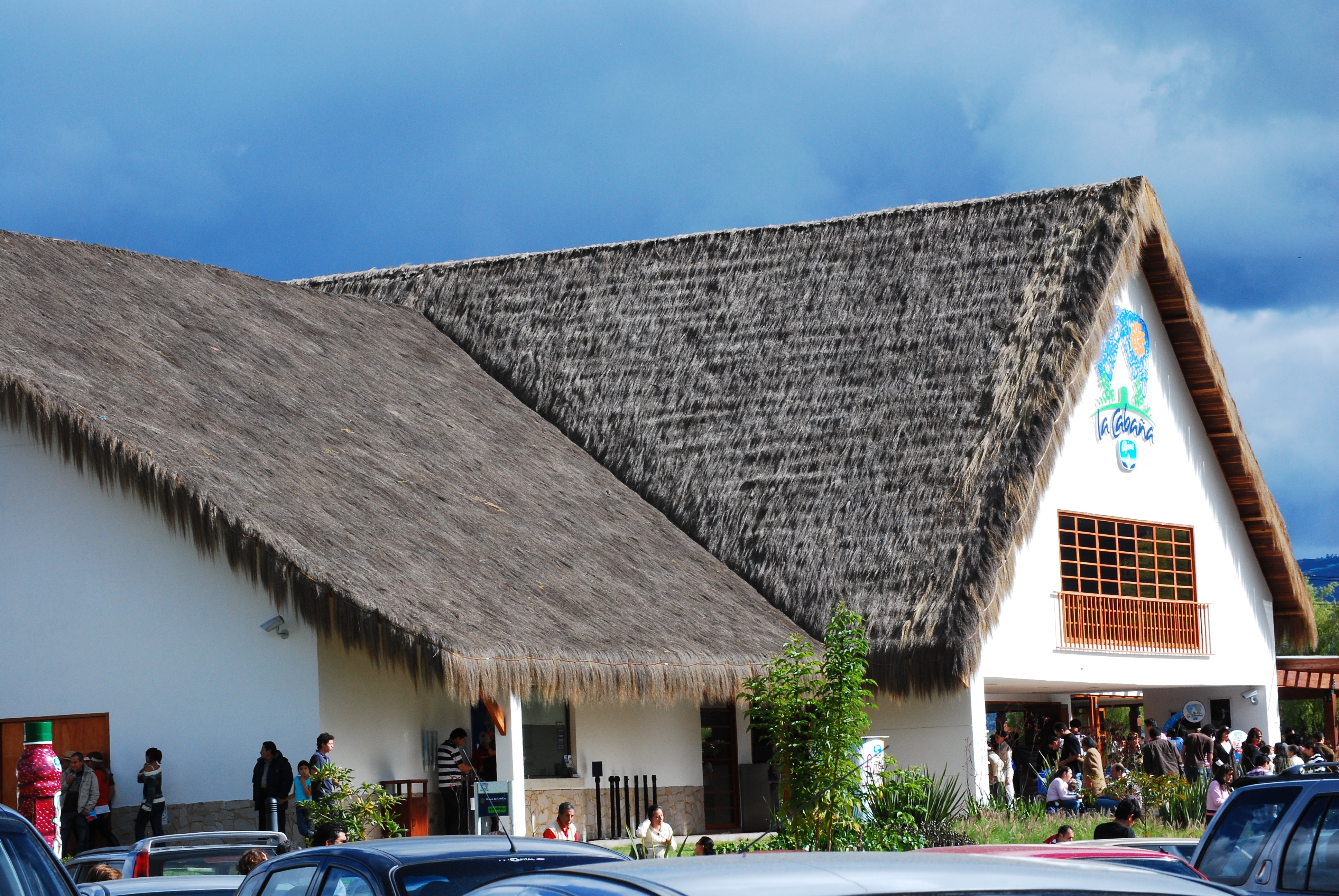
Casa tradicional en Colombia
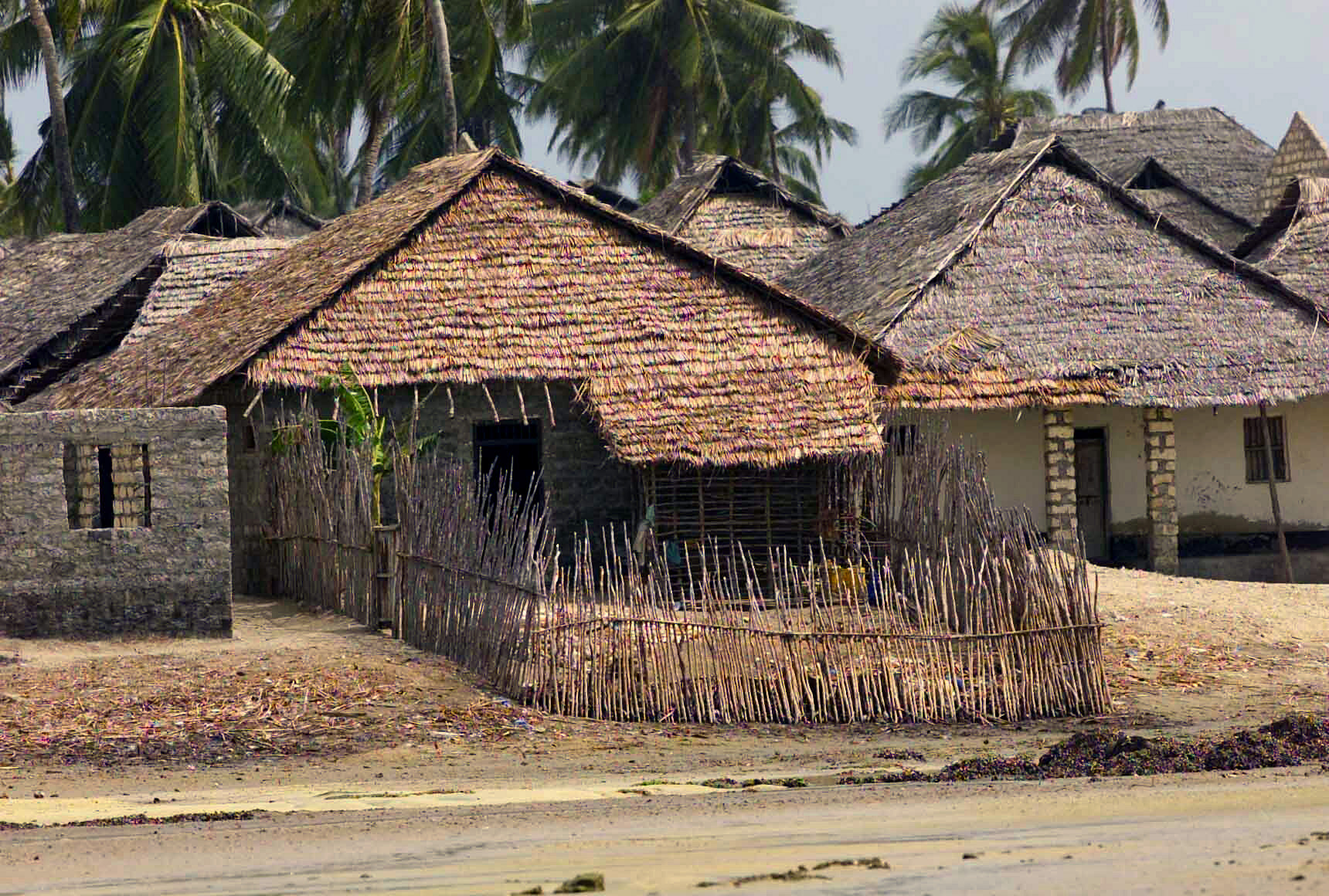
Casa tradicional en Faza, Kenia
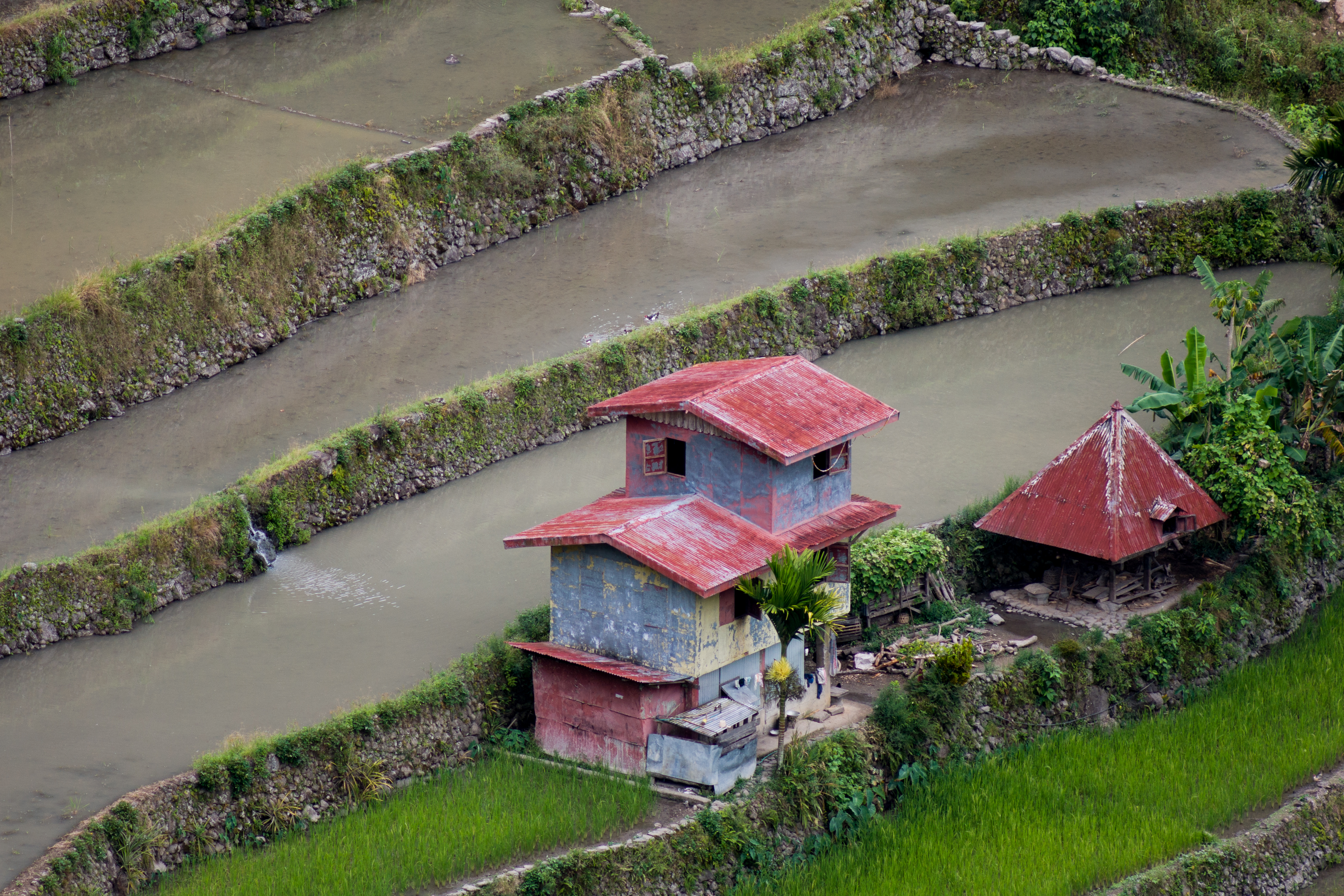
Casa de pueblo tradicional en Banaue, Filipinas
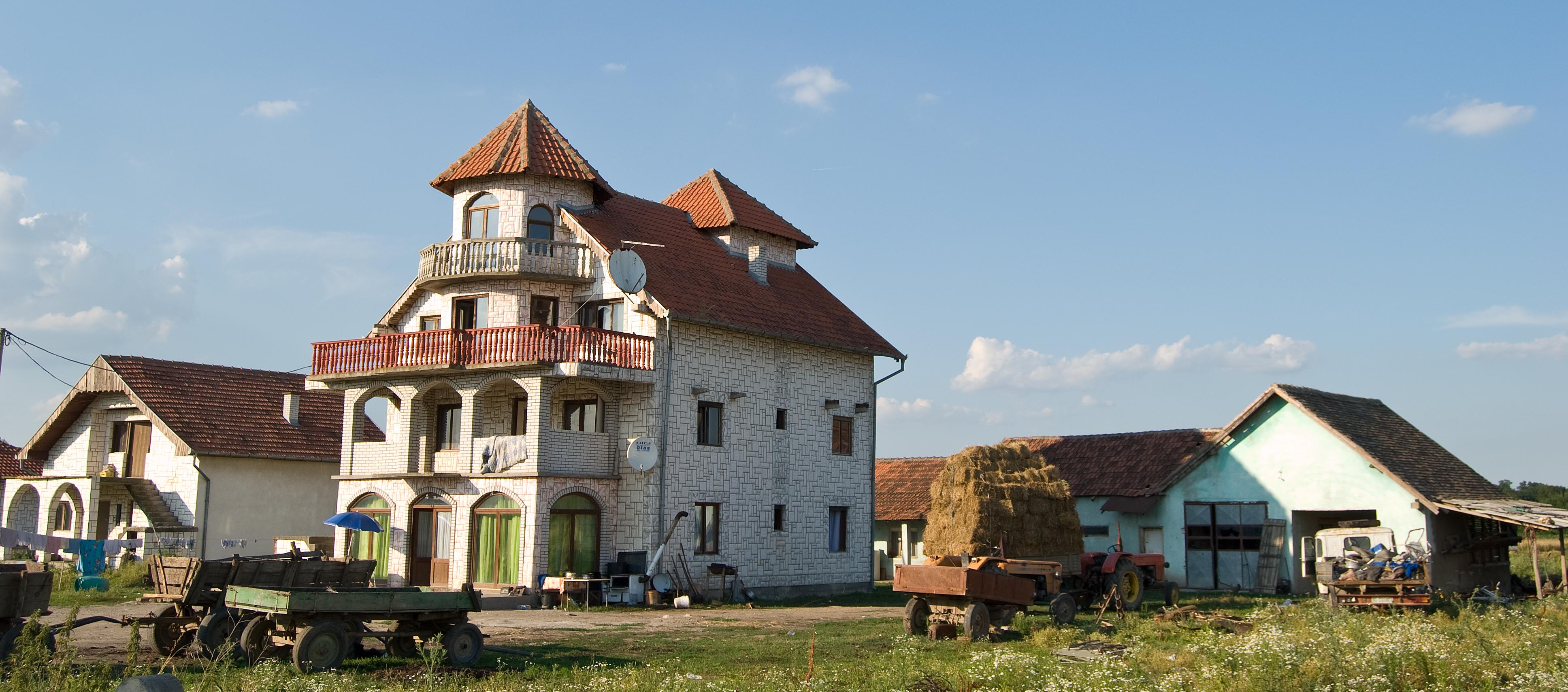
Casa en Brgule, Serbia
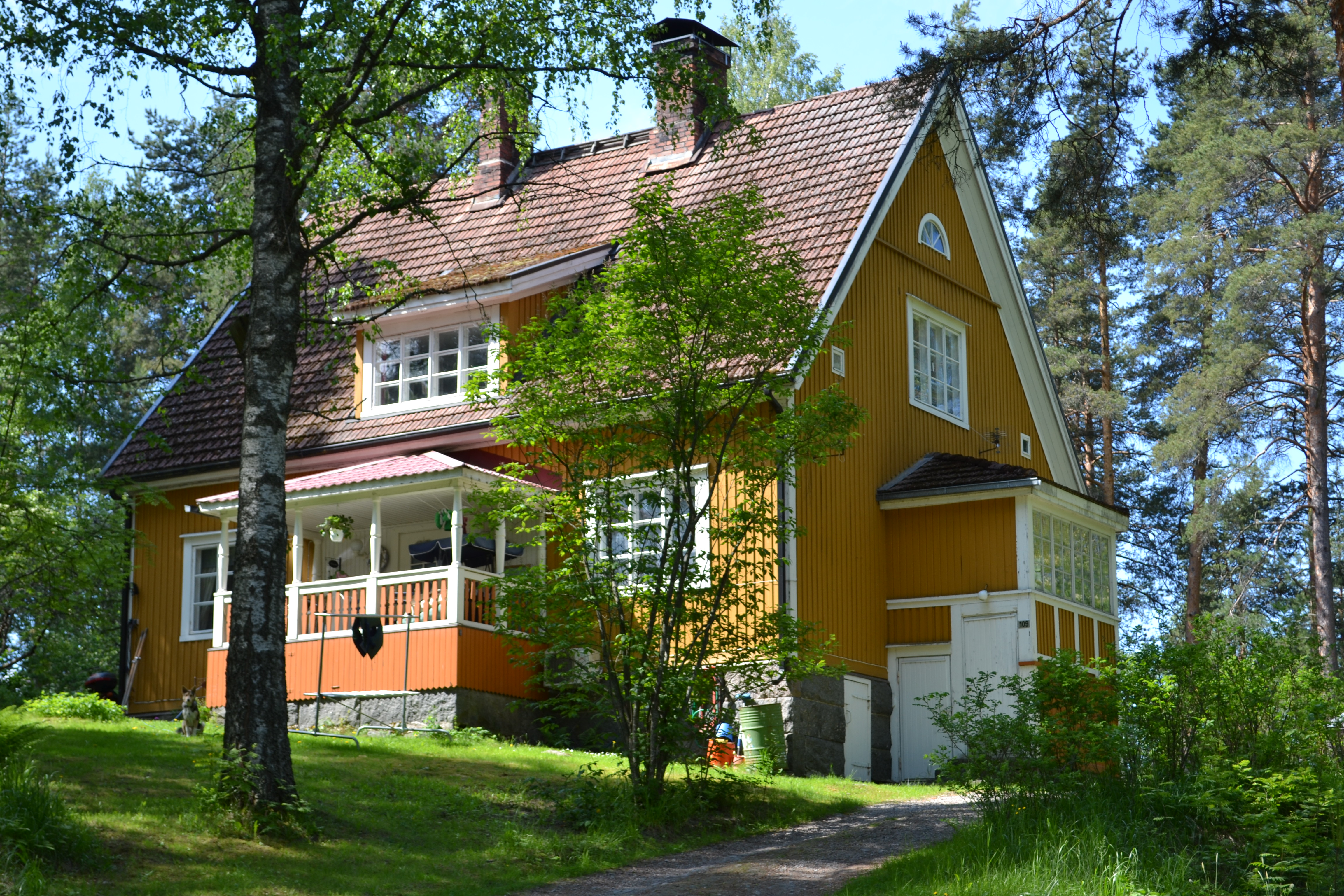
Una casa tradicional finlandesa de principios del siglo XX en Jyväskylä
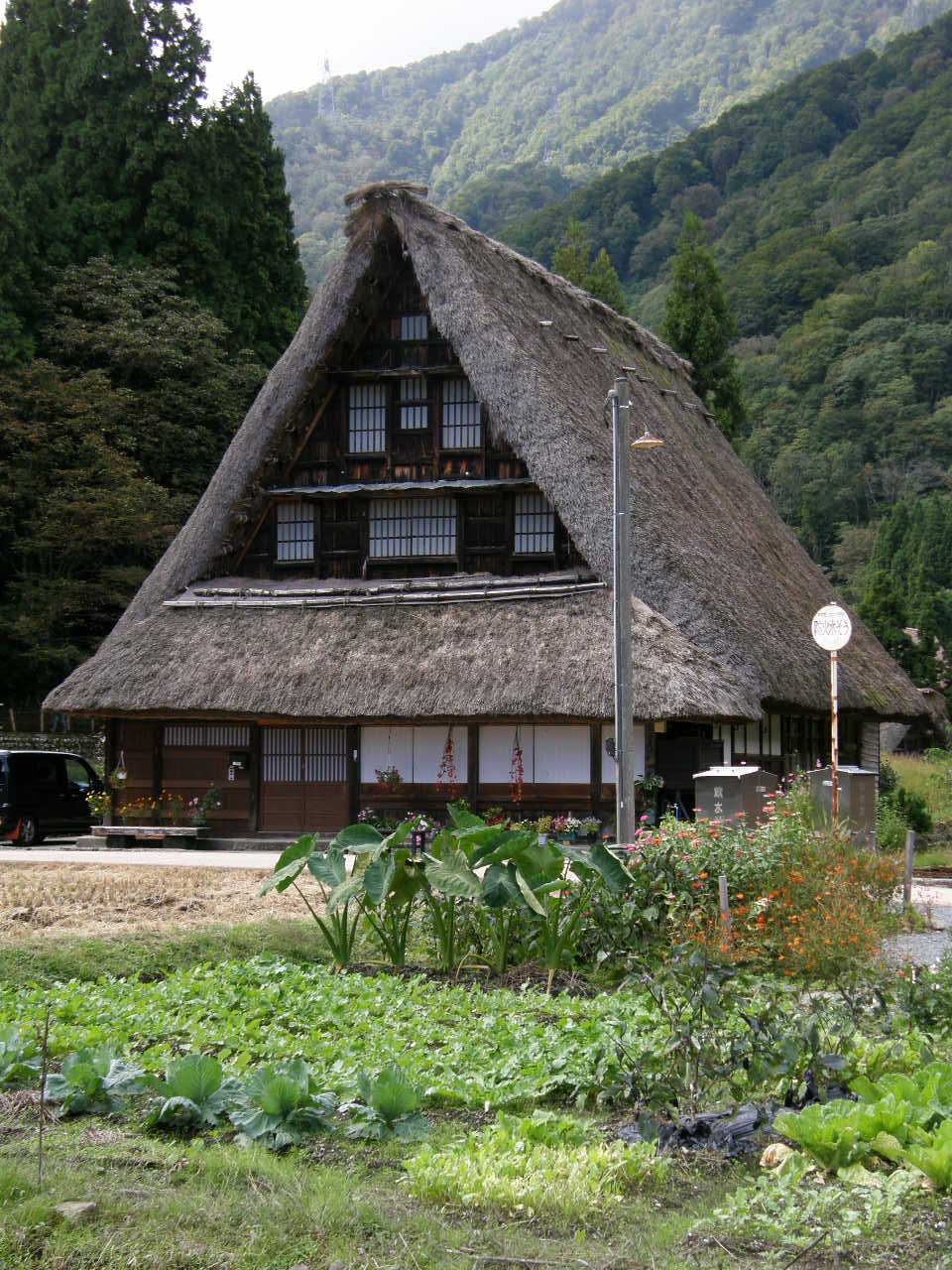
Casa tradicional en Japón
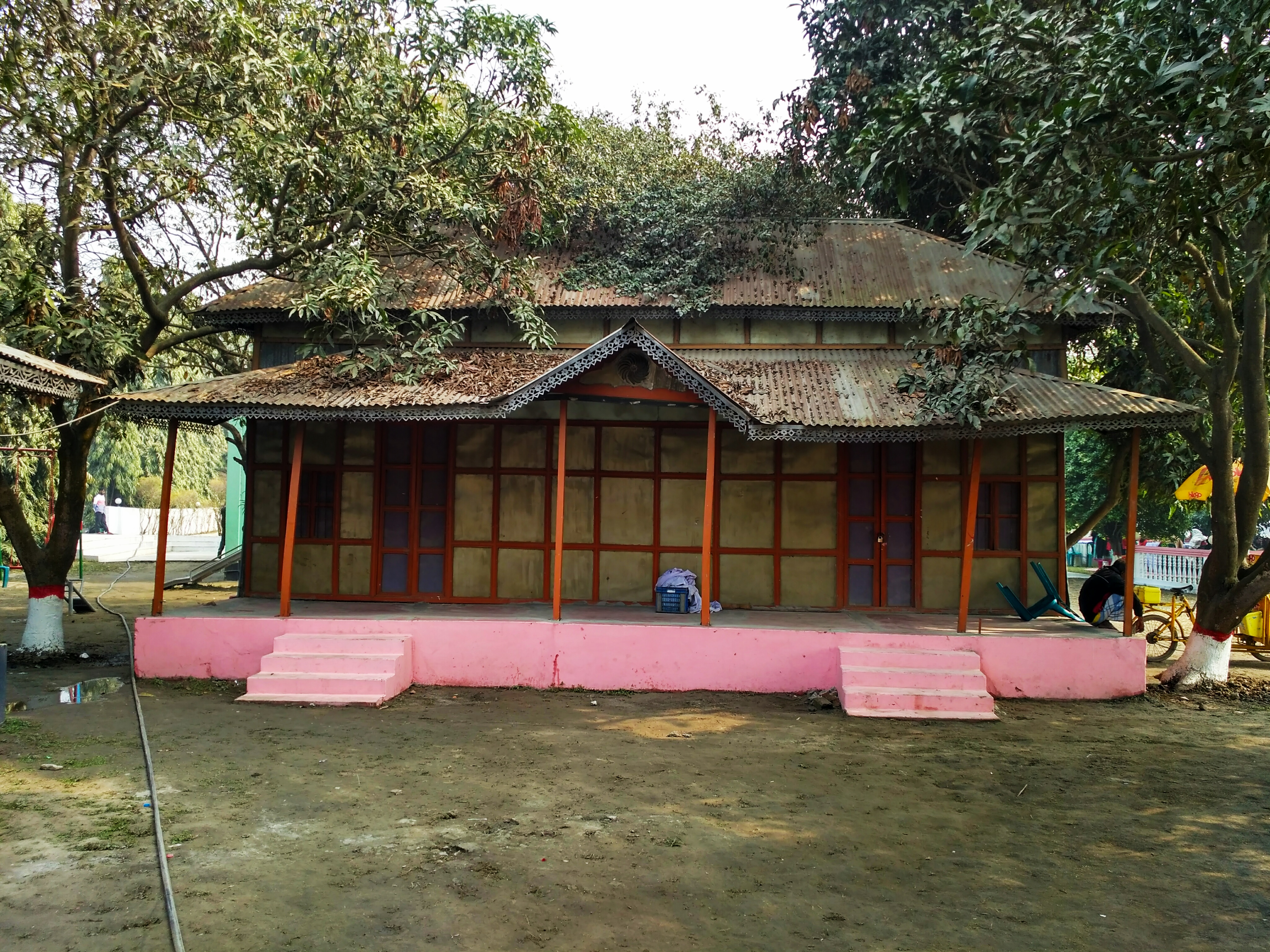
Cobertizo de hojalata tradicional de dos pisos en Bangladés
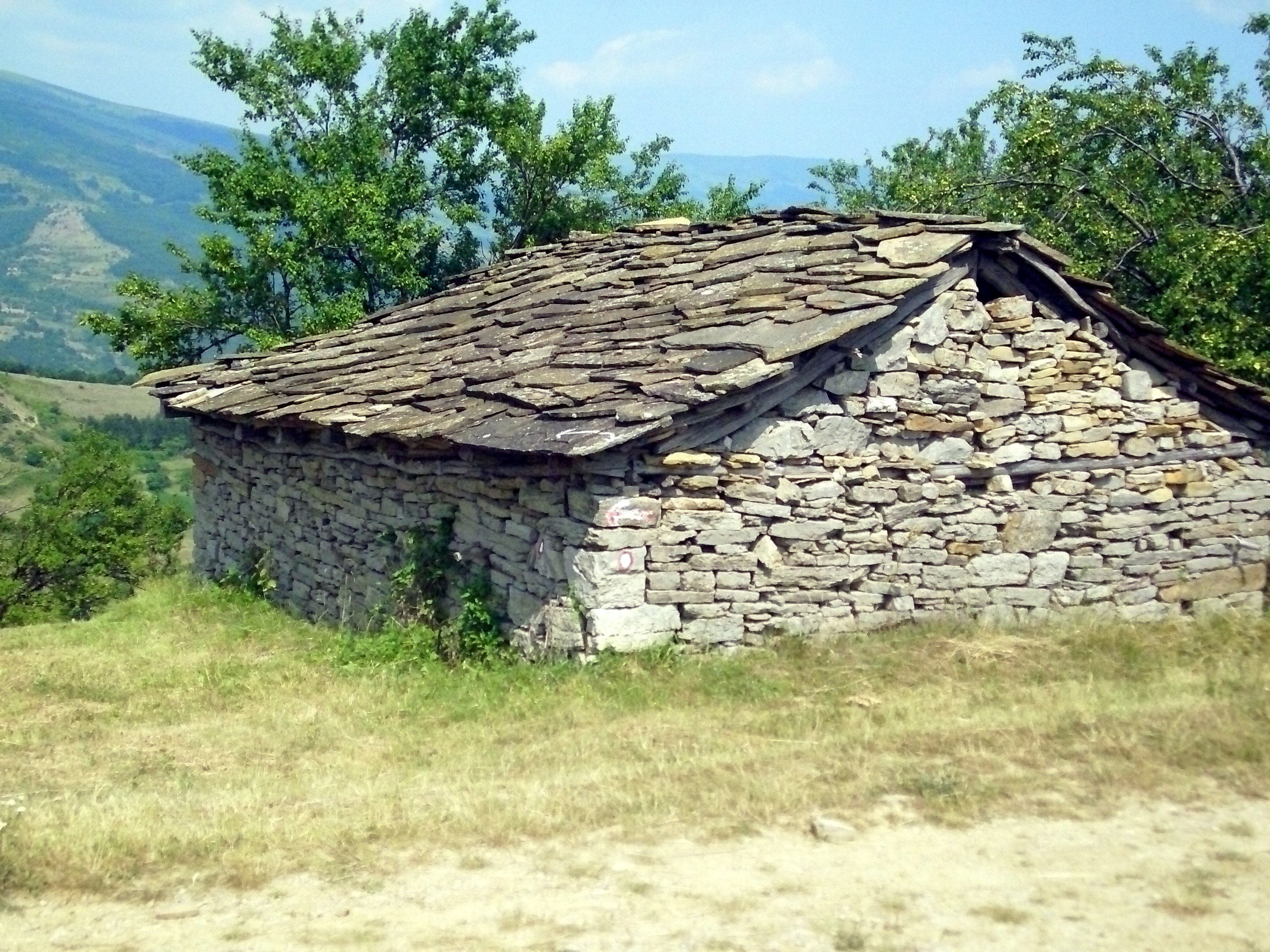
Casa de piedra tradicional en Serbia
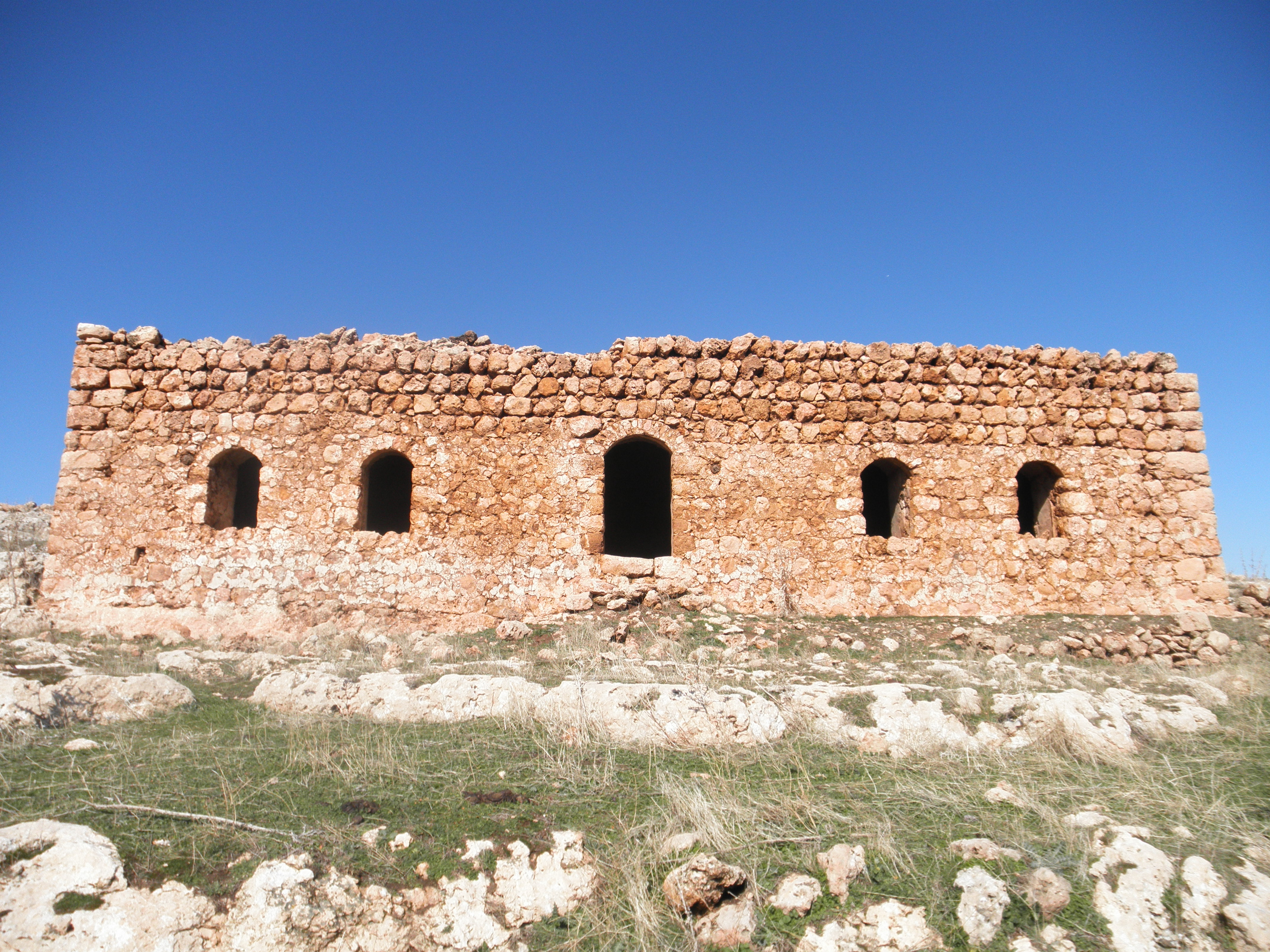
Casa de piedra tradicional kurda
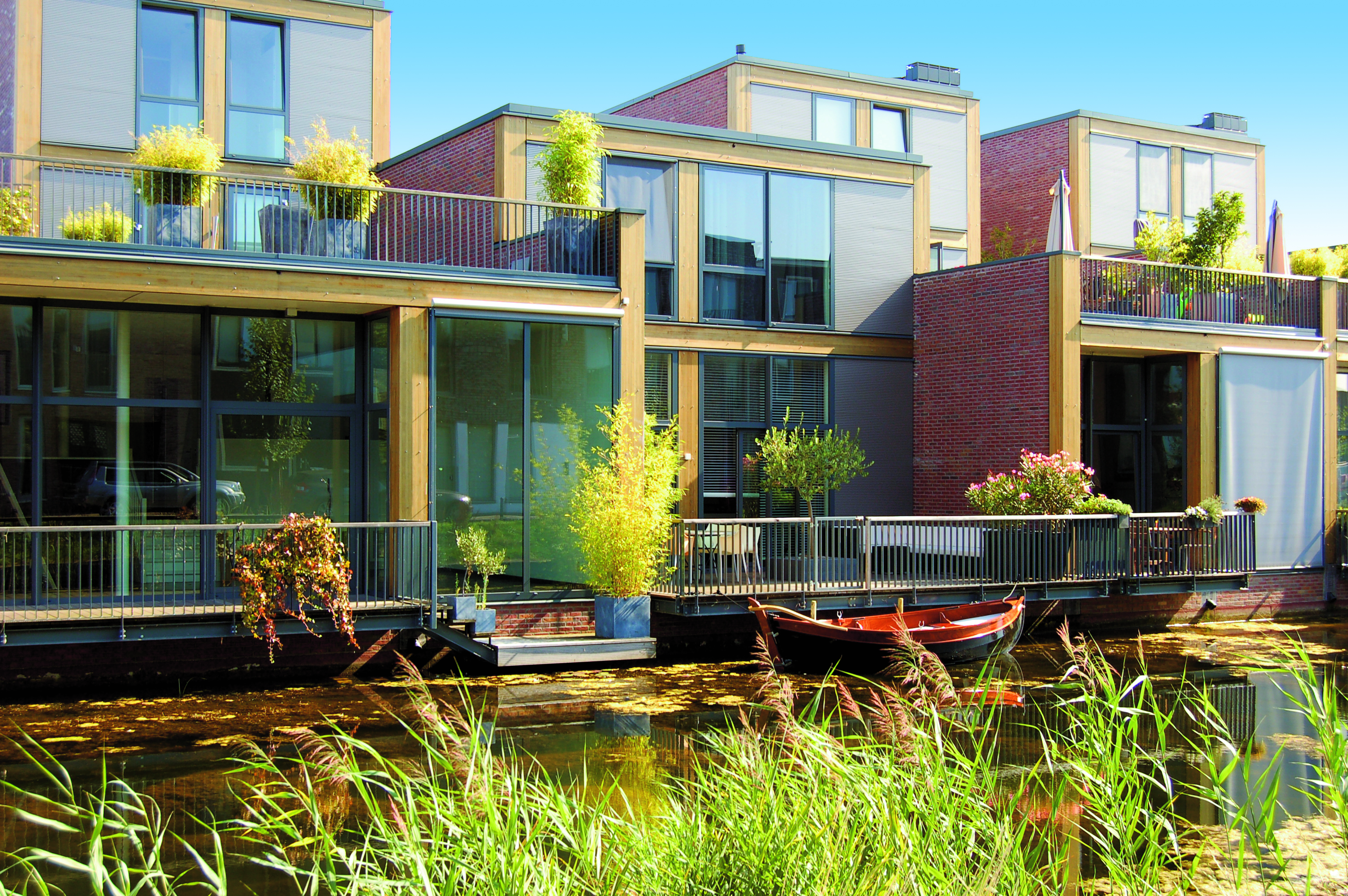
Casas energéticamente eficientes en Amersfoort, Holanda
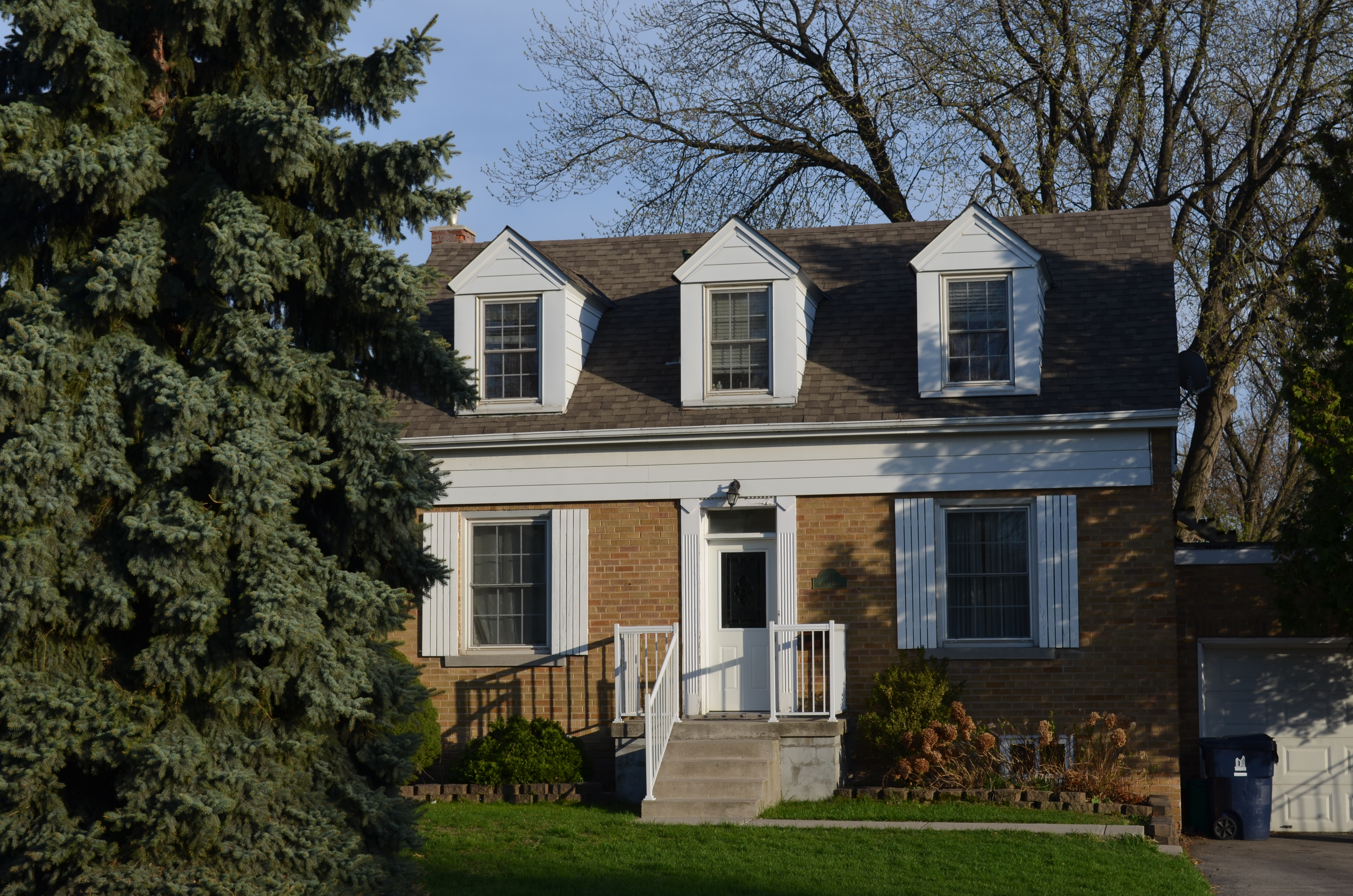
Una casa en North York, Toronto, Canadá
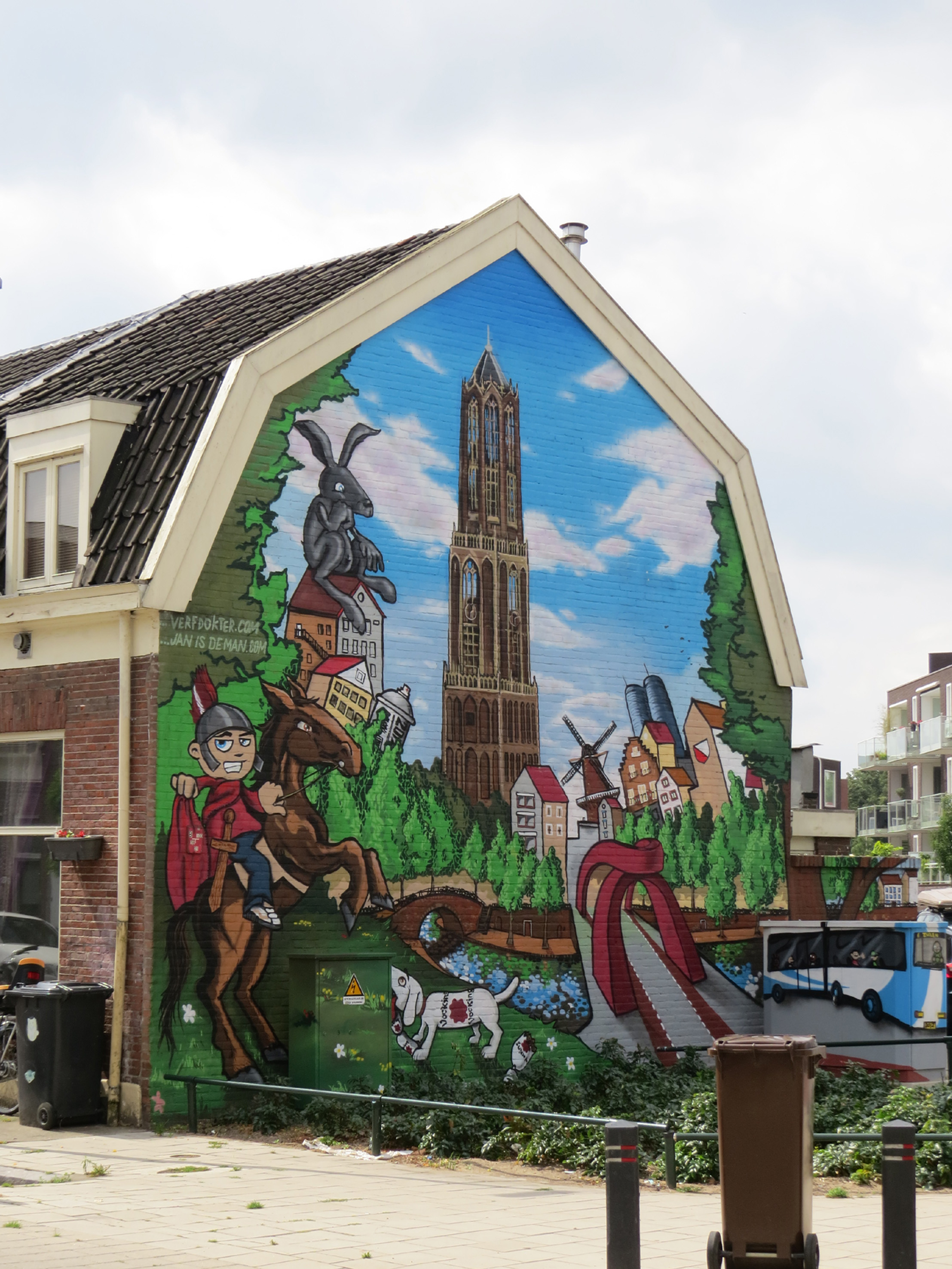
Una casa decorada en Utrecht , Países Bajos
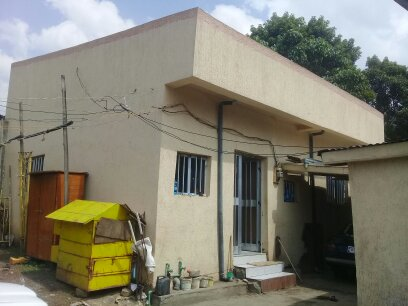
Una casa solitaria en Adís Abeba, Etiopía
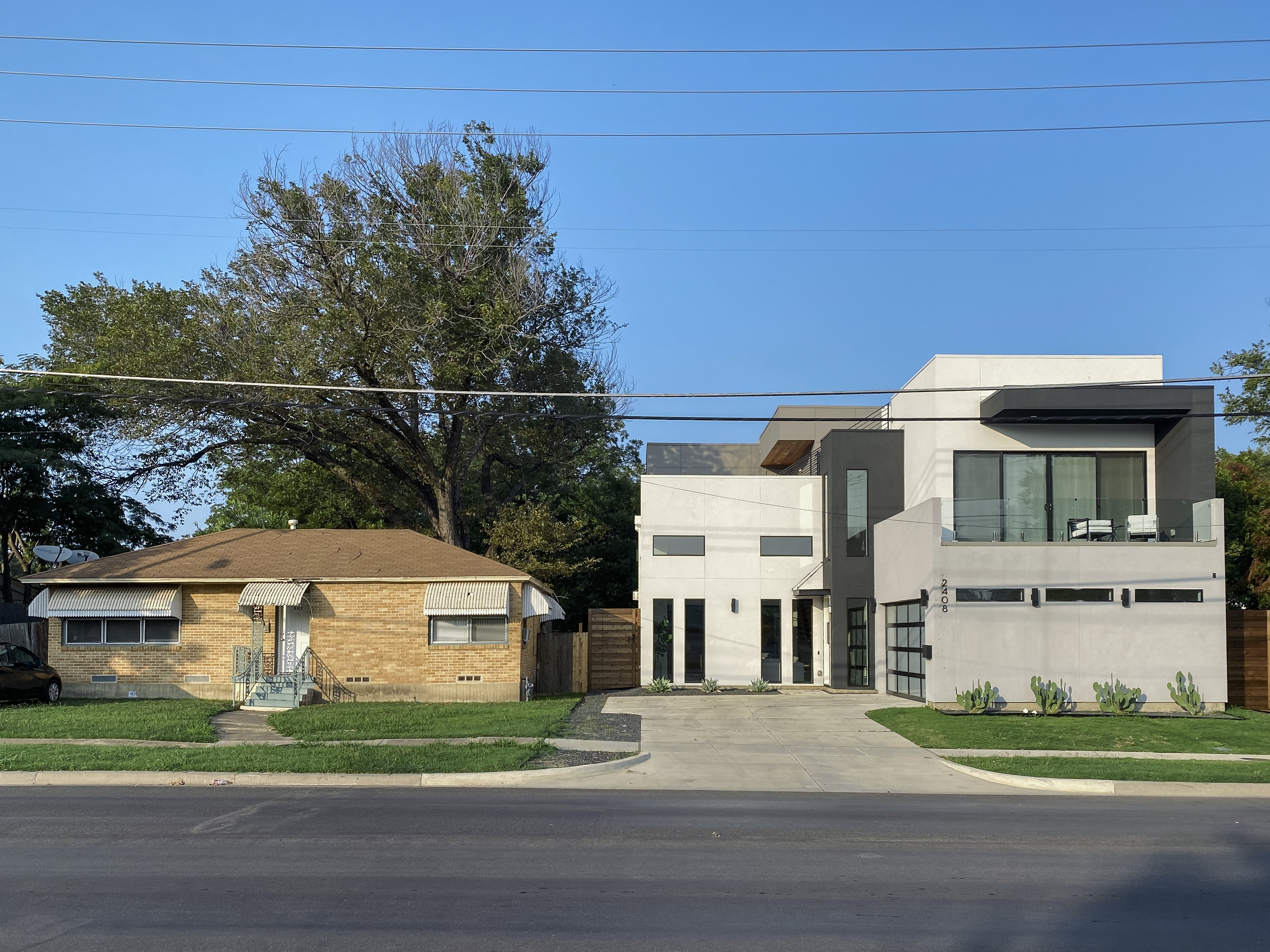
Casas viejas y nuevas una al lado de la otra en Dallas

## Asuntos legales

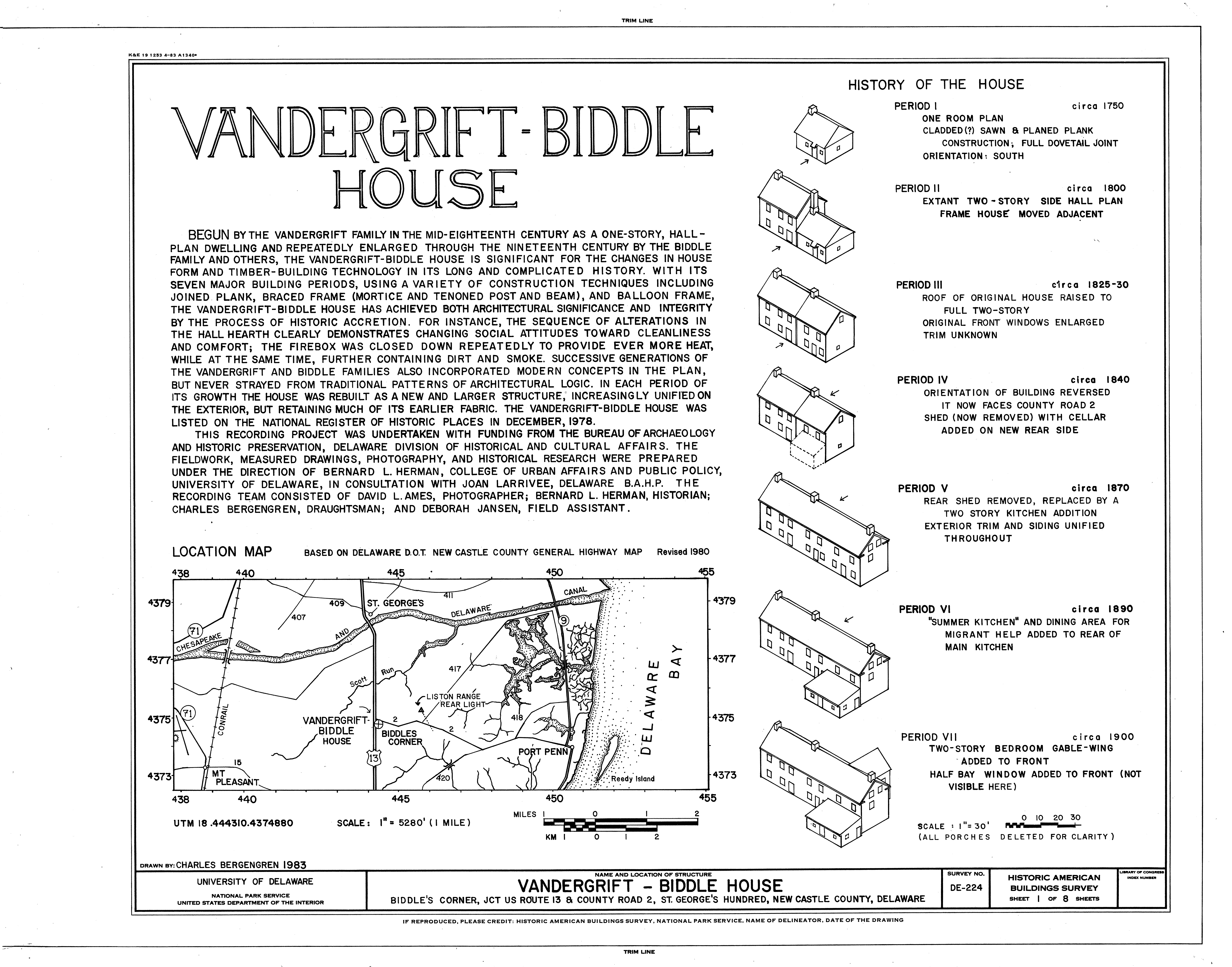
Las casas pueden expandirse repetidamente, lo que lleva a una historia de construcción compleja.
Los edificios con importancia histórica tienen restricciones legales. Las casas nuevas en el Reino Unido no están cubiertas por la Ley de Venta de Bienes. Al comprar una casa nueva, el comprador tiene una protección legal diferente que cuando compra otros productos. Las casas nuevas en el Reino Unido están cubiertas por una garantía del National House Building Council.

## Identificación y simbolismo
Con el crecimiento de los asentamientos densos, los seres humanos diseñaron formas de identificar las casas y parcelas de tierra. Las casas individuales adquieren a veces nombre propio, y esos nombres pueden adquirir a su vez considerables connotaciones emocionales. Por ejemplo, la casa de Howards End o el castillo de Brideshead Revisited. Un enfoque más sistemático y general para identificar las casas puede utilizar varios métodos de «numeración de casas».
Las casas pueden expresar las circunstancias u opiniones de sus constructores o de sus habitantes. Así, una casa vasta y elaborada puede servir como signo de riqueza conspicua, mientras que una casa de bajo perfil construida con materiales reciclados puede indicar el apoyo al ahorro de energía. Las casas de especial importancia histórica (antiguas residencias de famosos, por ejemplo, o incluso casas muy antiguas) pueden obtener un estatus de protección en el urbanismo como ejemplos de patrimonio construido o de paisaje urbano. Las  placas conmemorativas pueden señalar estas estructuras. La propiedad de la vivienda proporciona una medida común de prosperidad en economía. Contrasta con la importancia de la destrucción de casas, de la construcción de tiendas de campaña y de la reconstrucción de casas tras muchas catástrofes naturales.